# Protestantisme en Alsace

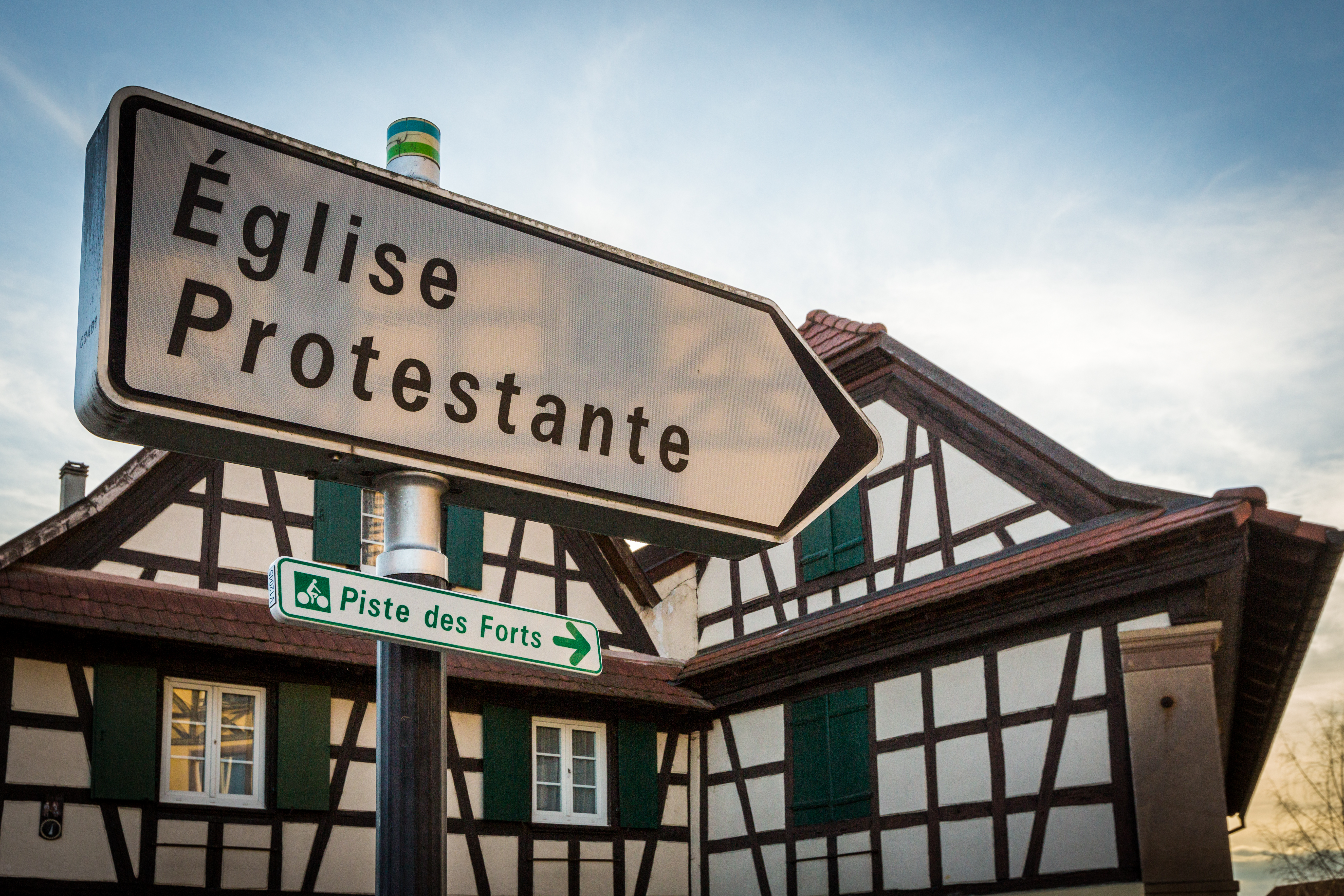
Panneau indicateur de l’église protestante de Wolfisheim en Alsace.

Au XVIe siècle un mouvement de renouveau suscité par Luther toucha aussi l'Alsace. Rejeté par les autorités de l'Église catholique, il a conduit au protestantisme. Celui-ci s’est maintenu à travers les siècles, partageant la foi chrétienne de toujours, mais incarnant une autre manière de vivre cette foi. Le protestantisme en Alsace, bien que minoritaire, a marqué l’histoire religieuse, culturelle et sociale de la région. Il s’est manifesté, en particulier, par quelques grandes figures telles que Martin Bucer, Jean-Frédéric Oberlin et Albert Schweitzer. À côté des Églises luthérienne et réformée, reconnues par l’État, et aujourd'hui unies, il est présent aussi par un ensemble de communautés libres.

## Les origines

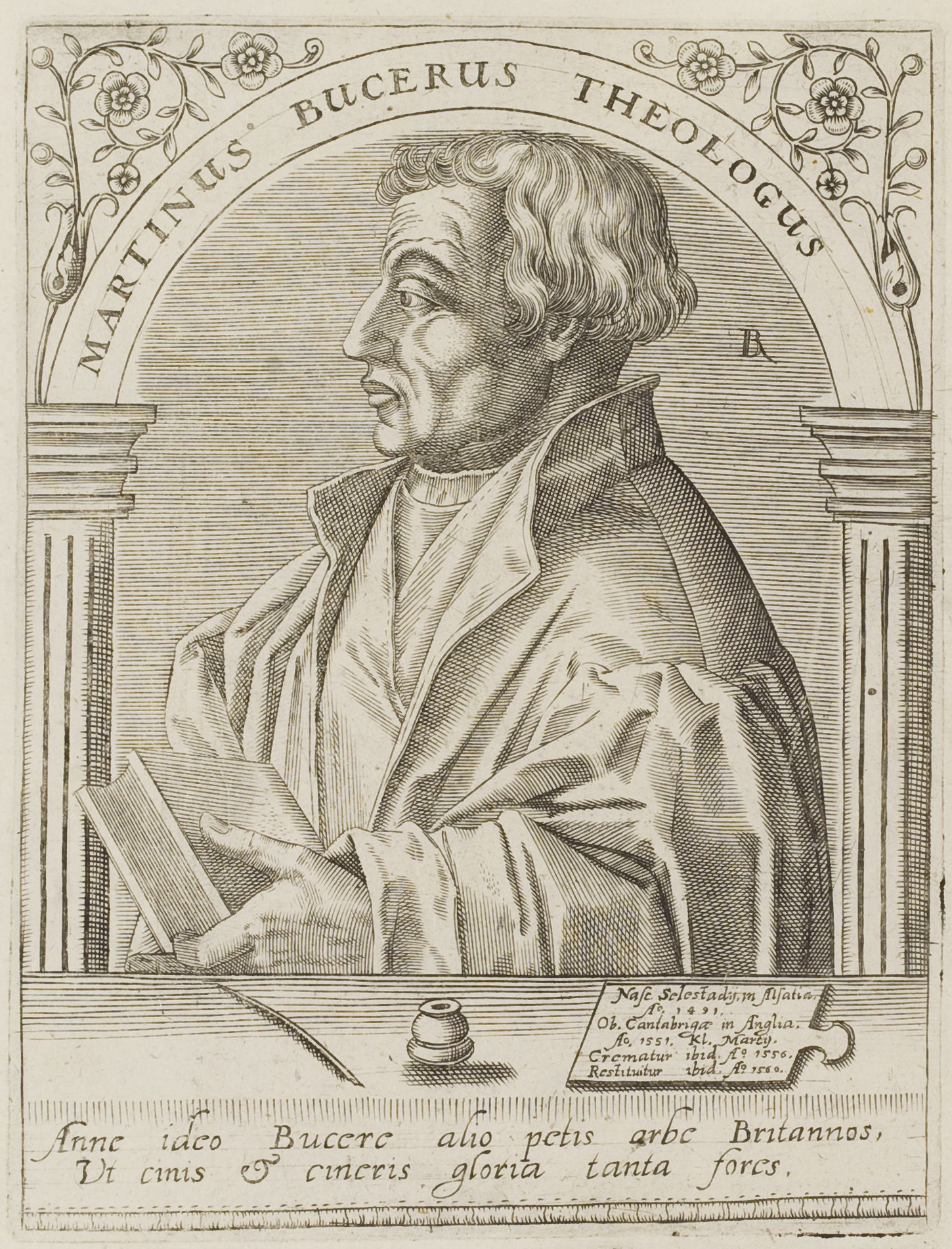
Martin Bucer.

En lien avec l’action de Martin Luther et à la suite de son exclusion de l’Église, le mouvement évangélique s’affirme et des Églises et communautés séparées de Rome apparaissent dans l’Europe du XVIe siècle. Les écrits de Luther sont également diffusés et réimprimés en Alsace. Des prédicateurs acquis aux idées luthériennes tels que Matthieu Zell, Wolfgang Capiton, Caspar Hedio et Martin Bucer, à l’œuvre à Strasbourg, répercutent le message. Ils sont soutenus par une grande partie de la population et par les autorités civiles, mais se heurtent à l’hostilité de l'évêque et d'un certain nombre de clercs en place.
Dans la mosaïque territoriale que l’Alsace était au XVIe siècle, le protestantisme s’impose dans les villes telles que Strasbourg avec ses vingt-cinq villages, Mulhouse, Colmar et Munster. Ce fut le cas aussi, tout au long du siècle, dans le comté de Hanau-Lichtenberg et ses 136 villages, dans les comtés de Saarwerden et de La Petite-Pierre, dans les seigneuries de Fleckenstein et de Diemeringen et, pour le sud de l’Alsace, dans les territoires relevant du comte de Montbéliard et du Wurtemberg, ou encore dans la seigneurie de Ribeaupierre. Quelque quatre-vingt-dix des villages appartenant à des chevaliers d’Empire se rattachent également à la Réforme protestante. À la fin du XVIe siècle, un tiers de l'Alsace était devenu protestant. Reconnaissant le droit des princes territoriaux d’introduire le protestantisme dans leurs territoires, la paix d'Augsbourg (1555) renforça le mouvement.

## Les changements introduits par le protestantisme

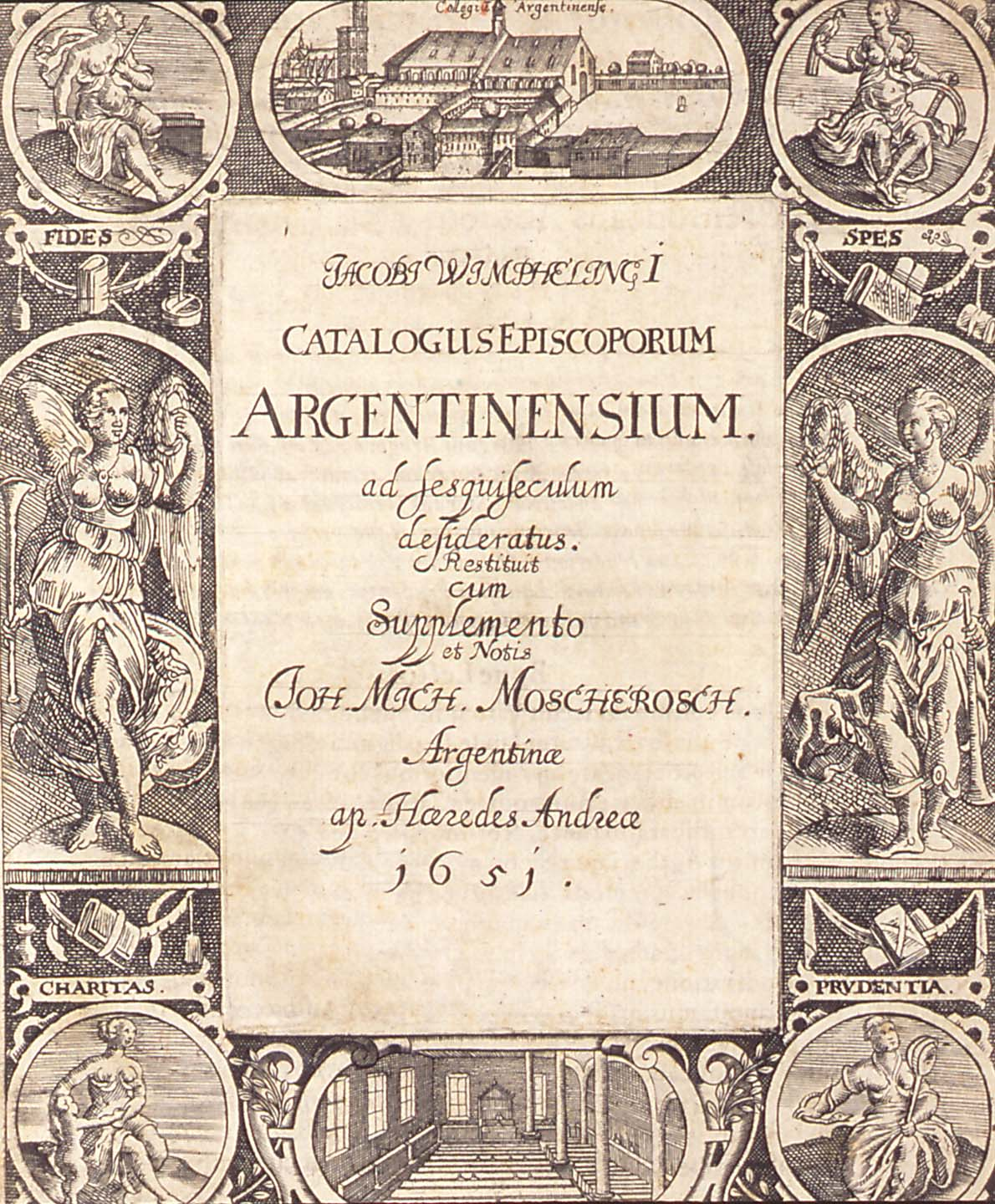
Vue de l’ancienne Université de Strasbourg sise dans l’Église et le couvent des Dominicains. Vue d’une salle de cours. Page de titre de l’œuvre de Jacob Wimpheling, Catalogus Episcoporum Argentinensium 1651.

Ils affectent la prédication, devenue centrale dans le culte. Avec des accents propres à Bucer comme l'insistance sur la sanctification, la prédication transmet les grands thèmes de Luther : la justification par la foi et la liberté chrétienne, le christocentrisme, le sacerdoce des croyants, la seule autorité de l’Écriture. Le nombre des sacrements est réduit à deux, la cène est distribuée sous les deux espèces. Le nombre de jours de fêtes est réduit. Les formes du culte sont simplifiées. Du latin on passe à l'allemand. Les processions et les pèlerinages disparaissent. Des pasteurs mariés, soumis à la juridiction civile, choisis par la base puis confirmés par les autorités civiles, sont mis en place.
En général, la Réforme prônée par Luther, Bucer et les autres ne bouleverse pas les institutions sociales et politiques existantes, mais elle met en œuvre ou favorise certaines évolutions. Ainsi l’assistance publique est réorganisée à Strasbourg, la mendicité est interdite, les pauvres valides sont envoyés au travail, les nécessiteux âgés et les malades de la cité bénéficient d’une aide de la collectivité. Par ailleurs, un tribunal matrimonial composé de laïcs remplace l’officialité. Les écoles liées aux chapitres et aux couvents disparaissent. De nouvelles écoles voient le jour dont la plus prestigieuse sera la Haute École de Strasbourg, animée par Jean Sturm et dans laquelle enseignent Bucer et Calvin. Ancêtre à la fois du Gymnase Jean-Sturm et de l’université, elle veut enseigner la sagesse, l’éloquence et la piété.
Le réformateur le plus influent fut Martin Bucer (1491-1551), commentateur fécond de l’Écriture, organisateur zélé de la nouvelle Église, père de la confirmation protestante, opposant décidé aux dissidents de tout genre, mais « fanatique de l'unité » du camp protestant et ouvert à un rapprochement avec les catholiques. Avec Wolfgang Capiton, il écrivit la confession de foi propre à Strasbourg, la Confession tétrapolitaine. Celle-ci fut théoriquement appliquée jusqu'en 1598.

## Les tendances radicales

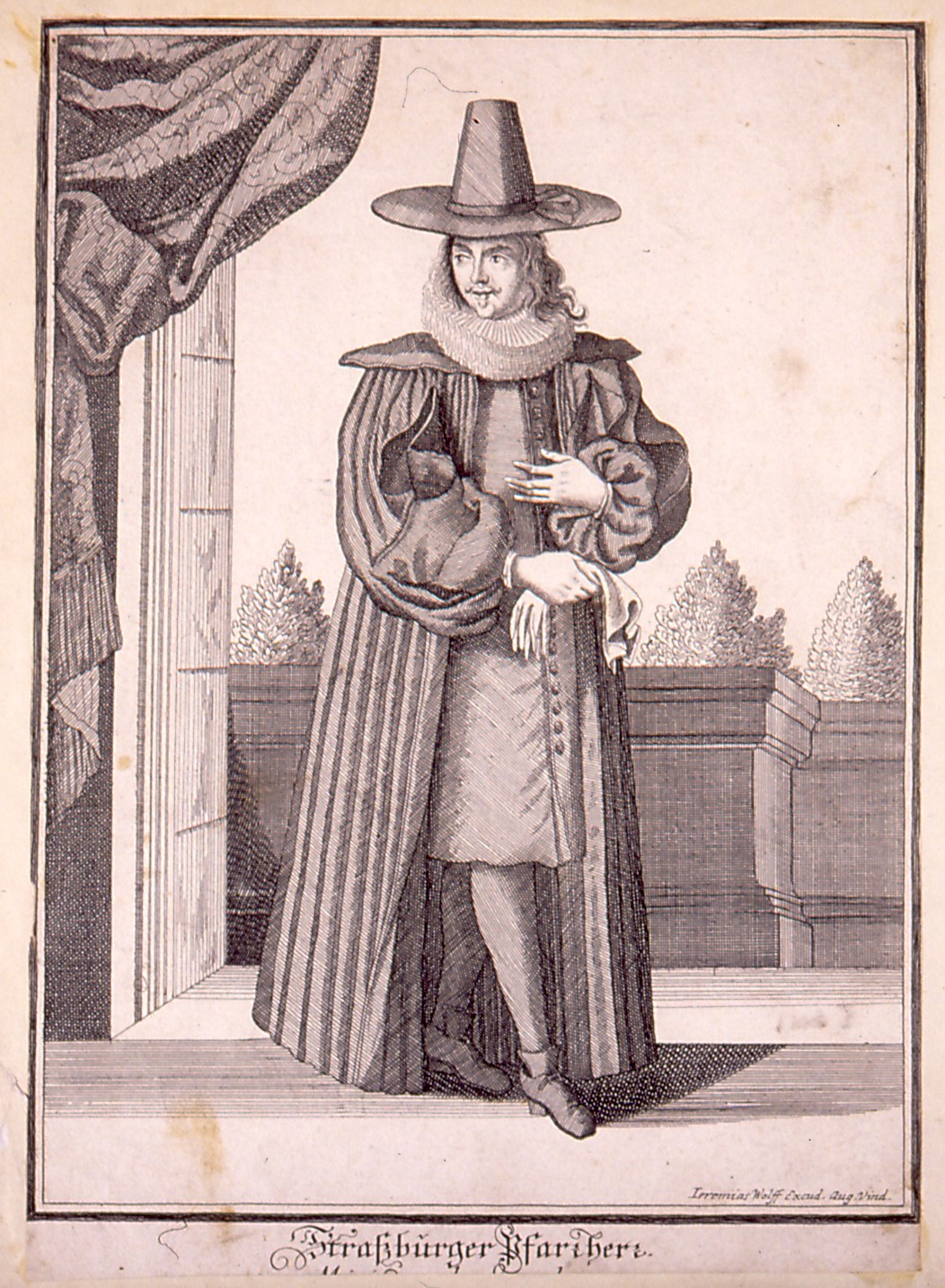
Pasteur strasbourgeois, vers 1650.

La Réforme telle que la concevaient les prédicateurs évangéliques devait se faire d’un commun accord entre les ministres de l'Église et l’autorité civile. Mais des tendances radicales se firent jour. Certains estimaient que, sans attendre l’accord des autorités et sans tenir compte des traditions, il fallait obéir à la loi de Dieu, enlever les images dans les églises, supprimer le baptême des enfants et laisser le champ libre à une conception plus spirituelle de la cène que celle de Luther. Après la Guerre des paysans, des anabaptistes affluèrent à Strasbourg, ville ouverte et tolérante. Refusant le baptême des enfants, ils rebaptisent leurs adeptes (d'où le nom d'« anabaptistes »). Ils refusent de prêter serment aux autorités civiles et de monter la garde, et excluent tout service militaire pour un chrétien. À côté des anabaptistes, il y avait aussi des individus tels que Sébastien Franck, qui ne voulaient s’inféoder ni à l’Église officielle ni aux anabaptistes. Ils étaient attachés à la liberté de l'Esprit qu’ils opposaient aussi bien à la lettre de la Bible qu'à toute institution ecclésiale visible. En 1529 apparaît Melchior Hoffman, représentant d’une tendance qu’on peut appeler « illuministe » parce qu’elle se basait sur des révélations spéciales advenues à certains individus, en s’ouvrant à la perspective apocalyptique d’un établissement par la force de la cité de Dieu sur terre. D’abord assez tolérantes, notamment à Strasbourg, les autorités civiles et les prédicateurs finirent par s’opposer vigoureusement à ces diverses tendances,.

## Duxvieauxviiiesiècle

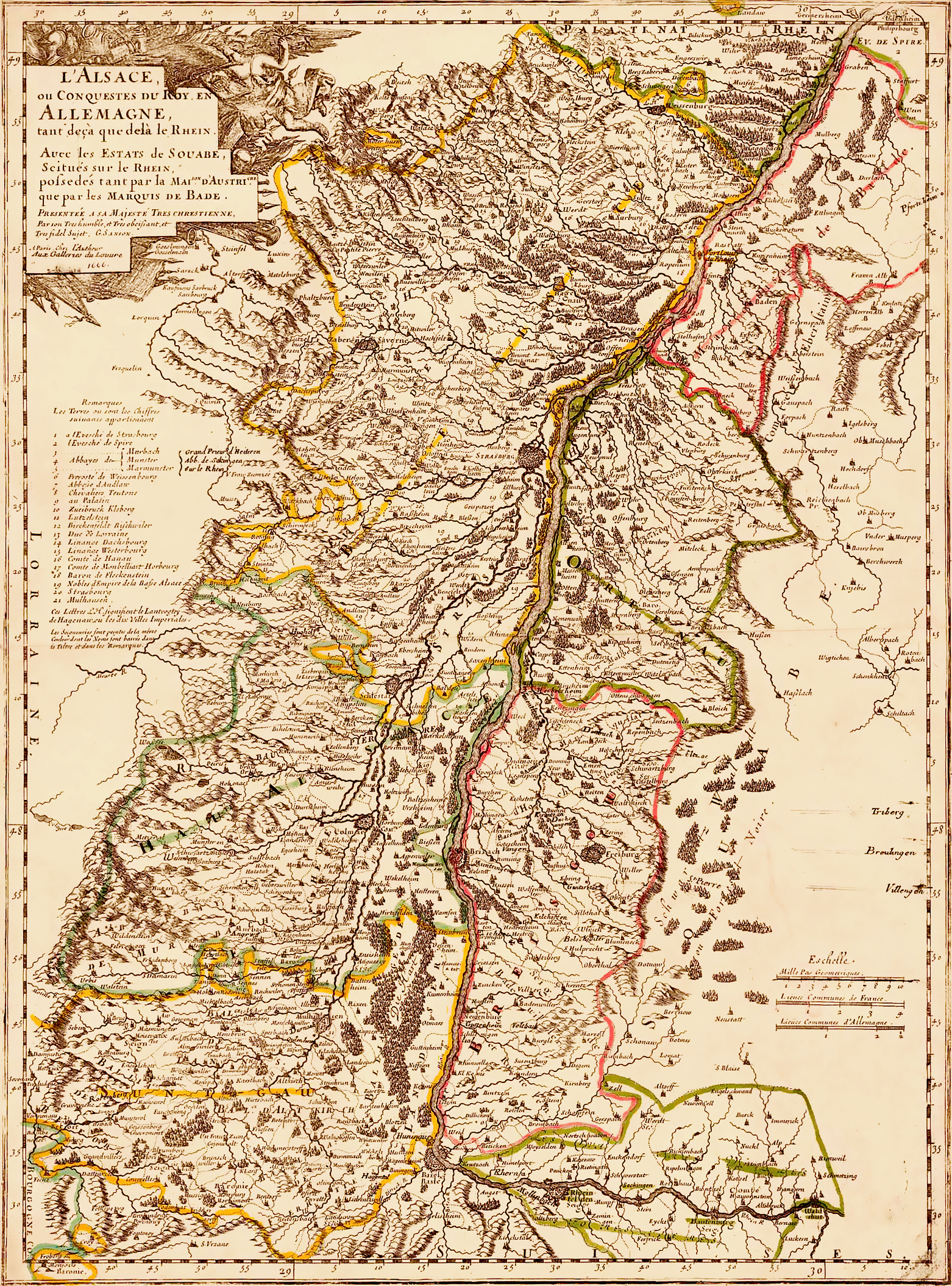
L’Alsace après le Traité de Westphalie.

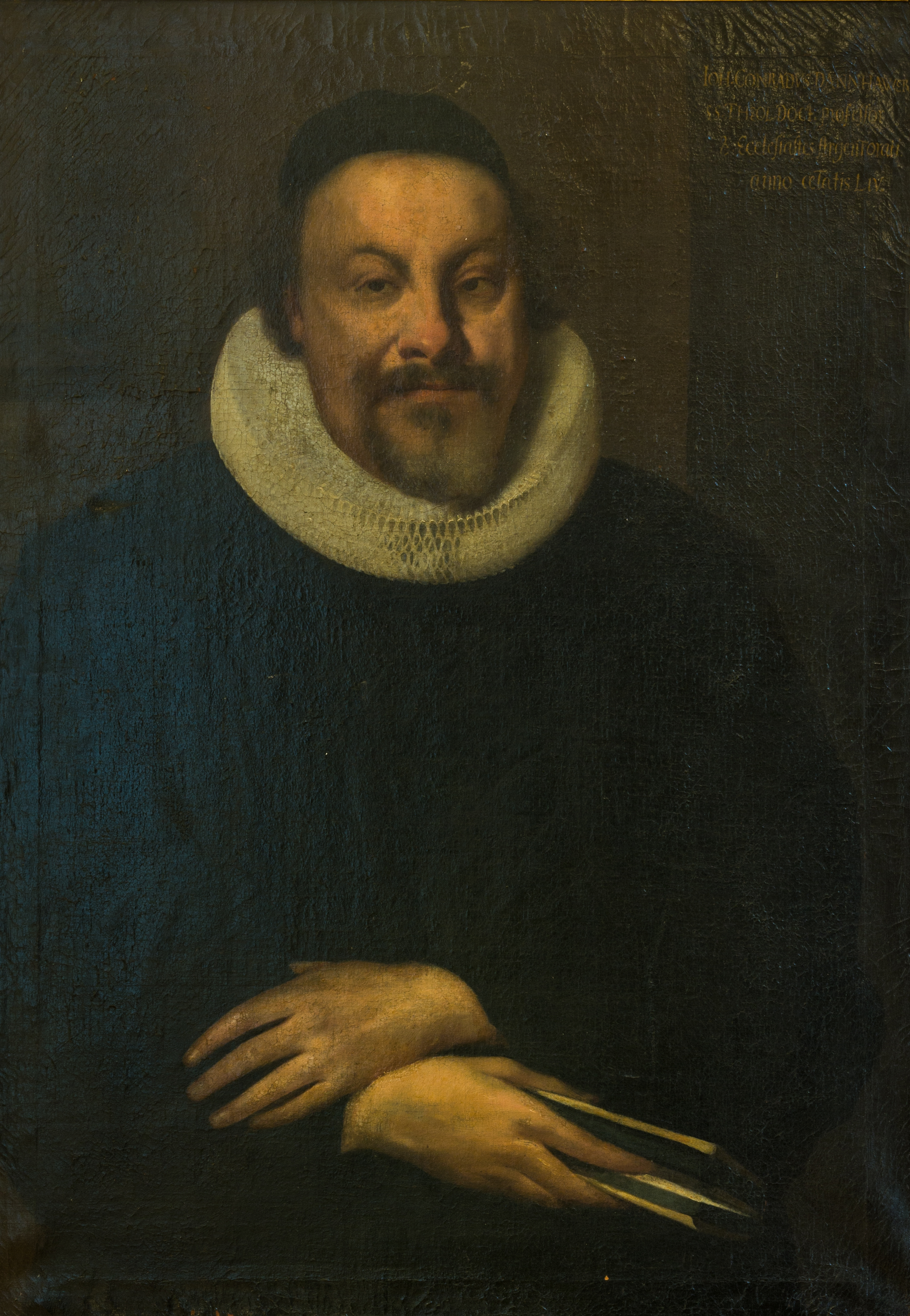
Johann Conrad Dannhauer
(Chapitre de Saint-Thomas).

Le protestantisme, reconnu par les autorités civiles, s’est établi dans des Églises luthériennes et réformées. La distinction entre celles-ci, et qui remonte à Luther et Zwingli puis Calvin, concernait la compréhension de la sainte cène : affirmation de la présence réelle du corps et du sang du Christ dans les éléments chez les luthériens, conception plus spiritualiste chez les réformés. Ces derniers enseignent aussi la double prédestination, rejetée par les luthériens. À la différence des Églises luthériennes, les Églises réformées sont dépourvues d’images et, jusqu’au XIXe siècle, on n’y chante que les psaumes. Une discipline plus stricte régit la vie paroissiale. Après avoir penché vers des conceptions zwingliennes, Bucer et les Strasbourgeois se rapprochèrent de Luther. Dans la seconde moitié du XVIe siècle, et dans la grande majorité des territoires acquis au protestantisme, un luthéranisme orthodoxe, se référant aux confessions de foi luthériennes telles que la Confession d’Augsbourg et la Formule de Concorde (1577), s’est mis en place pour deux siècles. Des localités d'Alsace qui relevaient du Palatinat et des villes comme Bischwiller, Sainte-Marie-aux-Mines ainsi que Mulhouse, se rattachèrent à la confession réformée se référant, en particulier au Catéchisme de Heidelberg.
Des ordonnances ecclésiastiques réglementaient la vie de l’Église et des fidèles. Des pasteurs formés dans des universités, essentiellement à la Haute École de Strasbourg créée en 1538, devenue Académie en 1566 puis Université en 1621, sont au travail. Des visites pastorales, c’est-à-dire des inspections dans les paroisses, sont organisées par les autorités. à Strasbourg, chacune des sept paroisses entretient une école. Selon l’Ordonnance strasbourgeoise de 1598, les enfants sont tenus de la fréquenter. En 1614 il existe une école dans chacune des cinquante cinq paroisses du comté de Hanau-Lichtenberg.
Depuis les origines, le catéchisme tient une grande place dans l’éducation religieuse des jeunes. Une dizaine de manuels catéchétiques a vu le jour à Strasbourg entre 1528 et 1538, avant d’être supplantés pour des siècles par le Petit Catéchisme de Luther. La foi des fidèles s’exprime dans le culte par le chant. Des compositeurs de valeur émergent au XVIe siècle, tels que Mathias Greiter (1495-1550) et Wolfgang Dachstein (1487-1553), puis Thomas Walliser (1568-1648). Les cantiques de Luther, de Paul Gerhardt et d’autres auteurs de l’orthodoxie luthérienne sont en usage.
L’orgue tient une place assurée dans les cultes. Au XVIIIe siècle l’activité des facteurs d'orgue Silbermann père et fils rehausse la qualité des instruments. La piété personnelle des fidèles se nourrit de la Bible, mais aussi de livres d'édification tels que Le Vrai Christianisme de Jean Arndt au XVIIe siècle et le Betkämmerlein de Johann Friedrich Lenz au XVIIIe siècle.

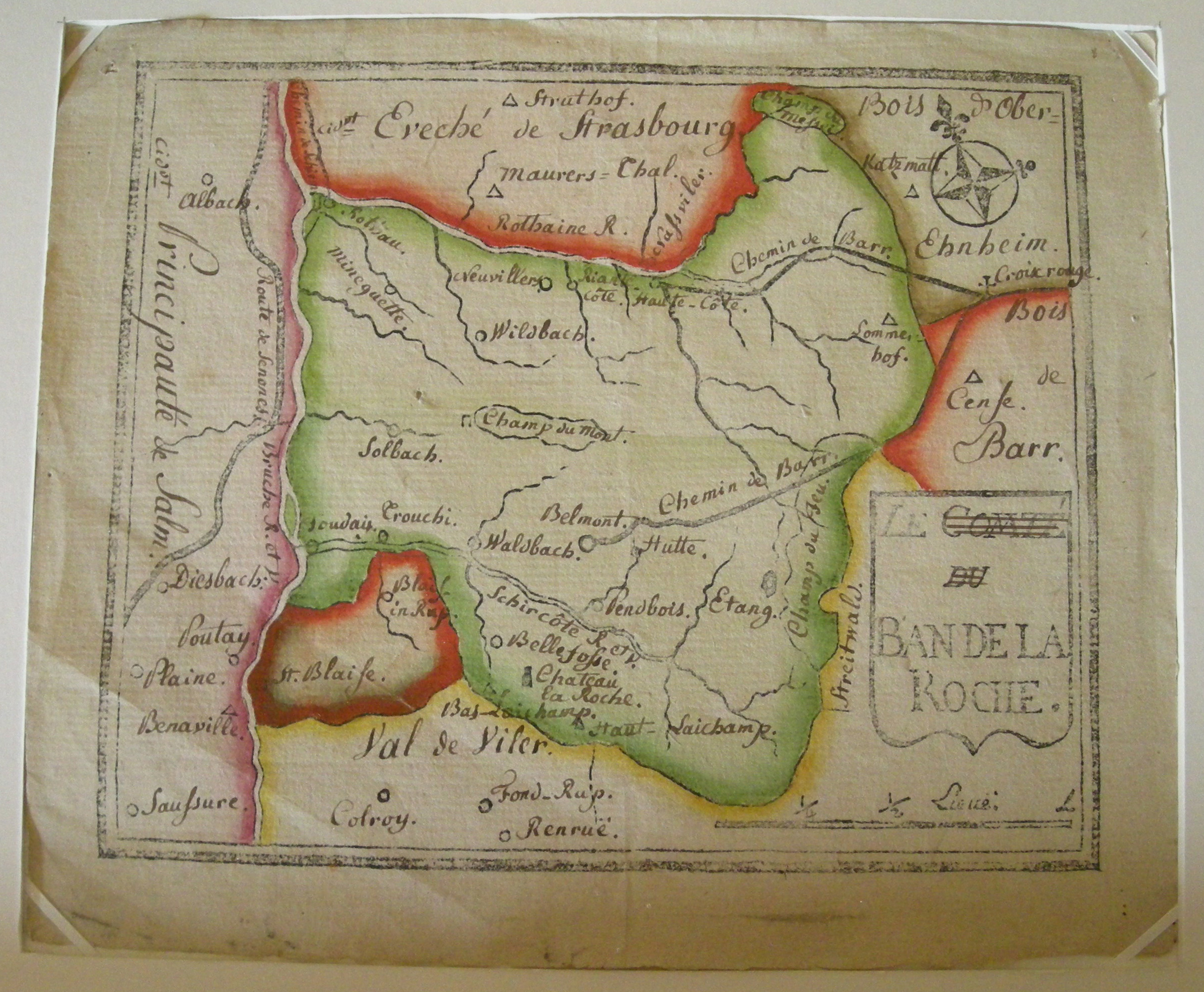
Carte du Ban de la Roche, gravée par le pasteur Oberlin en 1776 (Musée Jean-Frédéric-Oberlin).

La Guerre de Trente Ans menace dangereusement l’existence du protestantisme alsacien. En dehors de Strasbourg et de Mulhouse, il faillit disparaître. La vie paroissiale et la religion furent désorganisées, la détresse matérielle, morale et religieuse était criante.
Après la fin de cette guerre, l’Alsace devenait progressivement française. La signature des traités de Westphalie par Louis XIV en 1648 assura la protection juridique des protestants d’Alsace, à la différence de leurs coreligionnaires de vieille France déclarés hors la loi par la suppression de l’Édit de Nantes en 1685.

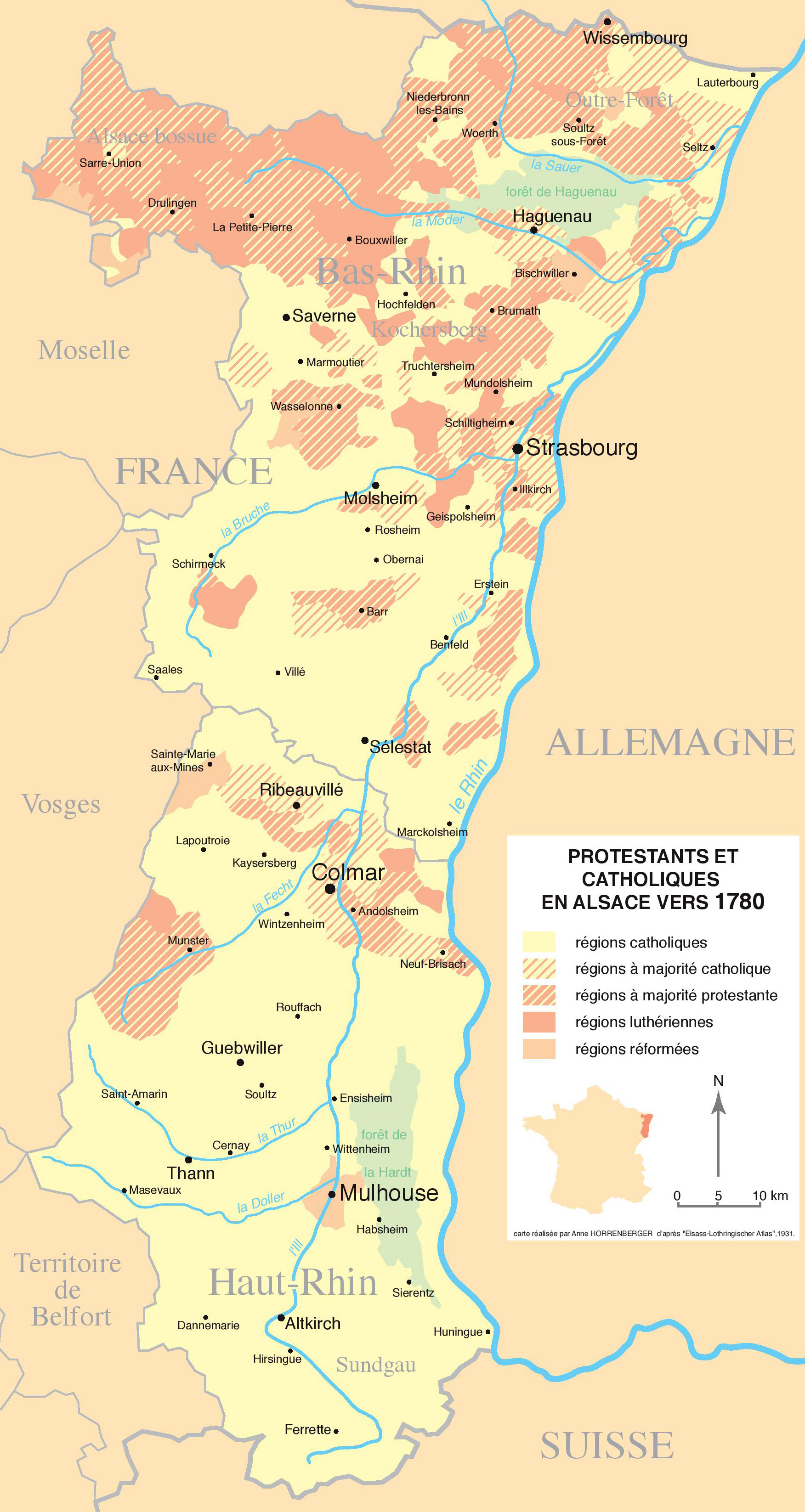
Protestants et catholiques en Alsace vers 1780.

Cependant un ensemble de contraintes furent imposées aux protestants d'Alsace en vue de favoriser les conversions. Les baillis, prévôts et greffiers devaient être catholiques. Dans les villages où vivaient au moins sept familles catholiques, le chœur de l’église devait leur être attribué, ce qui fut fait dans environ cent soixante églises,. Dans les villes protestantes chaque charge municipale devait être remplie alternativement par un protestant et un catholique. Dans l’ensemble, les protestants alsaciens résistèrent aux invitations à la conversion. L’histoire a retenu en particulier la résistance héroïque du stettmeister de Strasbourg, Dominique Dietrich.
L'influence culturelle du protestantisme s’exerça en Alsace à travers la musique, par le rayonnement d'hommes de lettres tels que l'historien Jean Sleidan (1506-1556), l'historien et professeur de rhétorique Matthias Bernegger (1582-1640), ami de Kepler, Johann Baptist Fischart (1546-1590) et d'enseignants de l'Université tels que les théologiens Johann Conrad Dannhauer (1603-1666) et Sébastien Schmidt (1617-1696) puis, au XVIIIe siècle, l'historien Daniel Schoepflin, l'helléniste Schweighaeuser et le juriste Guillaume Koch. Pour le XVIe siècle, il faut encore mentionner des artistes comme Hans Baldung Grien (mort en 1545), et Tobias Stimmer (1539-1584).
De nouveaux courants apparaissent à la fin du XVIIe siècle et au XVIIIe siècle. Le piétisme allemand, initié par l’Alsacien Philipp Jakob Spener (1635-1705) insiste sur une piété intimiste, sur l’attente de temps meilleurs pour l’Église. Il favorise les réunions des convertis en petits groupes. Le mouvement, relayé par Zinzendorf, use d'un vocabulaire baroque (« sang du Christ ») dans les chants. Malgré l’opposition des autorités, y compris la Faculté de théologie, près de 30 % des pasteurs du Hanau-Lichtenberg adhèrent à ce mouvement.
Le mouvement des Lumières, désireux de réconcilier la foi et la raison, porté sur la morale plutôt que sur les rites et les doctrines, va exercer une influence durable à partir du dernier tiers du XVIIIe siècle, en particulier à travers l’enseignement de professeurs tels que Philippe Muller (1732-1795) et Jean Laurent Blessig (1747-1816). Le mouvement se répercute jusque dans les recueils de cantiques, et aussi dans l’attitude en général favorable des protestants à l’égard de la Révolution française.
Marqué par les deux courants précédents, mais soucieux avant tout d'unir la spiritualité et l’engagement social et scolaire, le pasteur du Ban de la Roche Jean Frédéric Oberlin (1740-1826) incarne un troisième courant et exerça un rayonnement considérable.

## De la Révolution française auXXesiècle

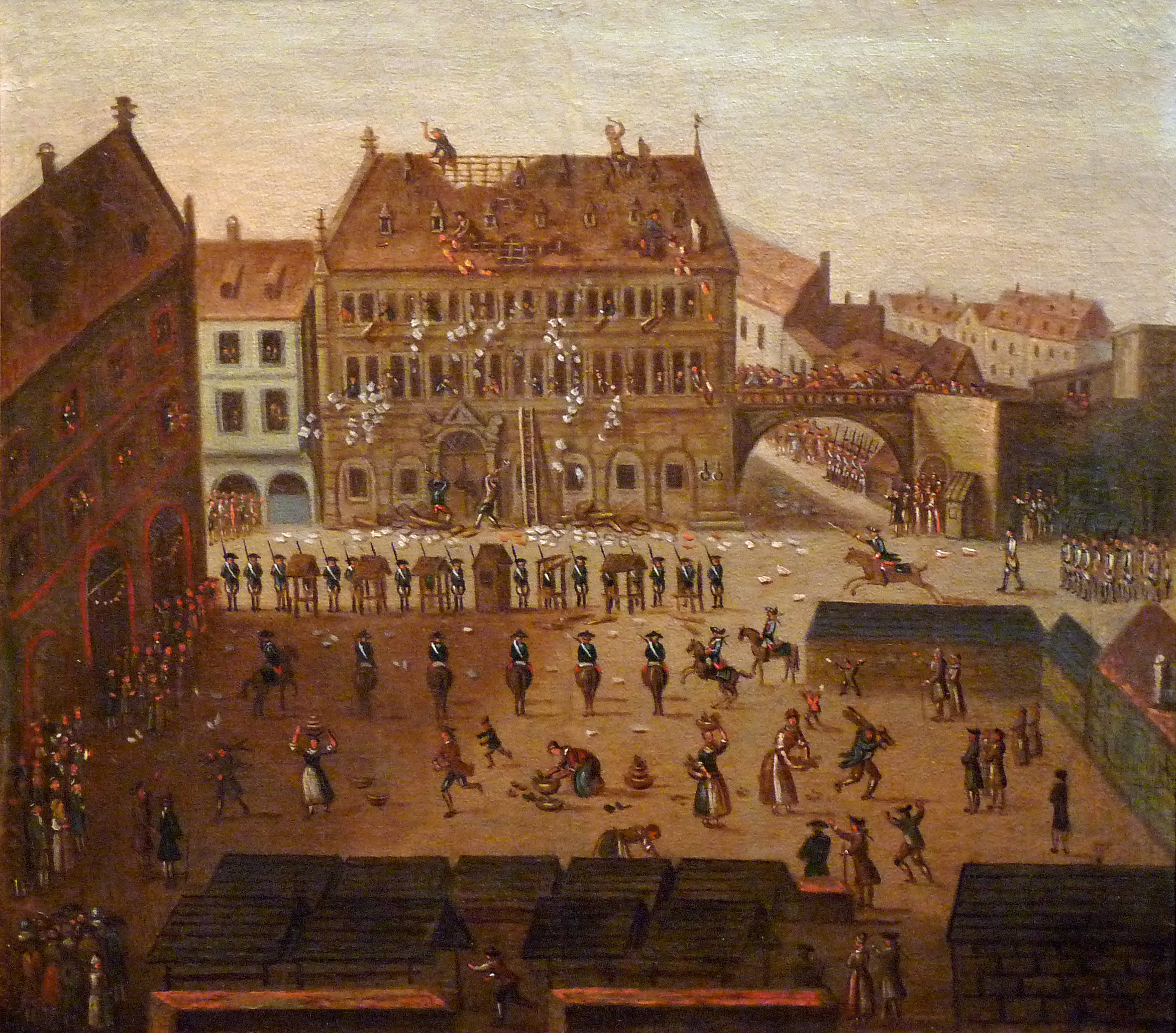
Le sac de l’Hôtel de ville de Strasbourg le 21 juillet 1789.
– Coll. Musée historique de Strasbourg.

Le culte protestant est officiellement reconnu. Grâce à l’action du jurisconsulte Koch, les biens ecclésiastiques protestants sont exemptés de la vente des biens nationaux. De 1790 à 1792, les protestants adhèrent largement à la Révolution. Les pasteurs prêtent le serment civique et beaucoup sont membres des sociétés révolutionnaires. À la différence de beaucoup de catholiques, plus réservés, les cultivateurs protestants acquièrent des biens nationaux mis en vente. Mais en 1793 la Terreur s'abat aussi sur les protestants dont les églises sont également fermées, et plusieurs pasteurs emprisonnés. À partir de 1795, il faut reconstruire. Les Articles Organiques promulgués en 1802 par Bonaparte, et toujours en vigueur, unifient les quarante huit Églises luthériennes territoriales en une Église de la Confession d'Augsbourg. Celle-ci se compose de vingt-sept Églises consistoriales de 6 000 âmes chacune ; la paroisse ne sera rétablie qu'en 1852. Les consistoires sont regroupés en six inspections et l'Église est dirigée par un Consistoire général coiffé par un Directoire de cinq membres dont trois sont nommés par le gouvernement. La nomination des pasteurs par le Directoire doit être confirmée par le gouvernement, qui prend aussi en charge leur traitement. Des inspecteurs ecclésiastiques flanqués d’inspecteurs laïcs sont à la tête des inspections. Les réformés font partie de l'Église réformée de France. En 1895, les cinq consistoires réformés se regroupent dans une Église réformée d’Alsace et de Lorraine.
Les protestants sont représentés dans tous les milieux sociaux. Ils s’implantent aussi dans des localités et des territoires d’où ils avaient été jusque-là quasi absents, tels que Saverne, Haguenau et Sélestat et la Moselle. Leur nombre passe de 183 000 en 1801 à 237 000 en 1871, et à 300 000 en 1910 ; mais, en raison d’une natalité plus faible, leur proportion par rapport à la population globale diminue.

## Quelques caractéristiques du protestantisme alsacien auXIXesiècle

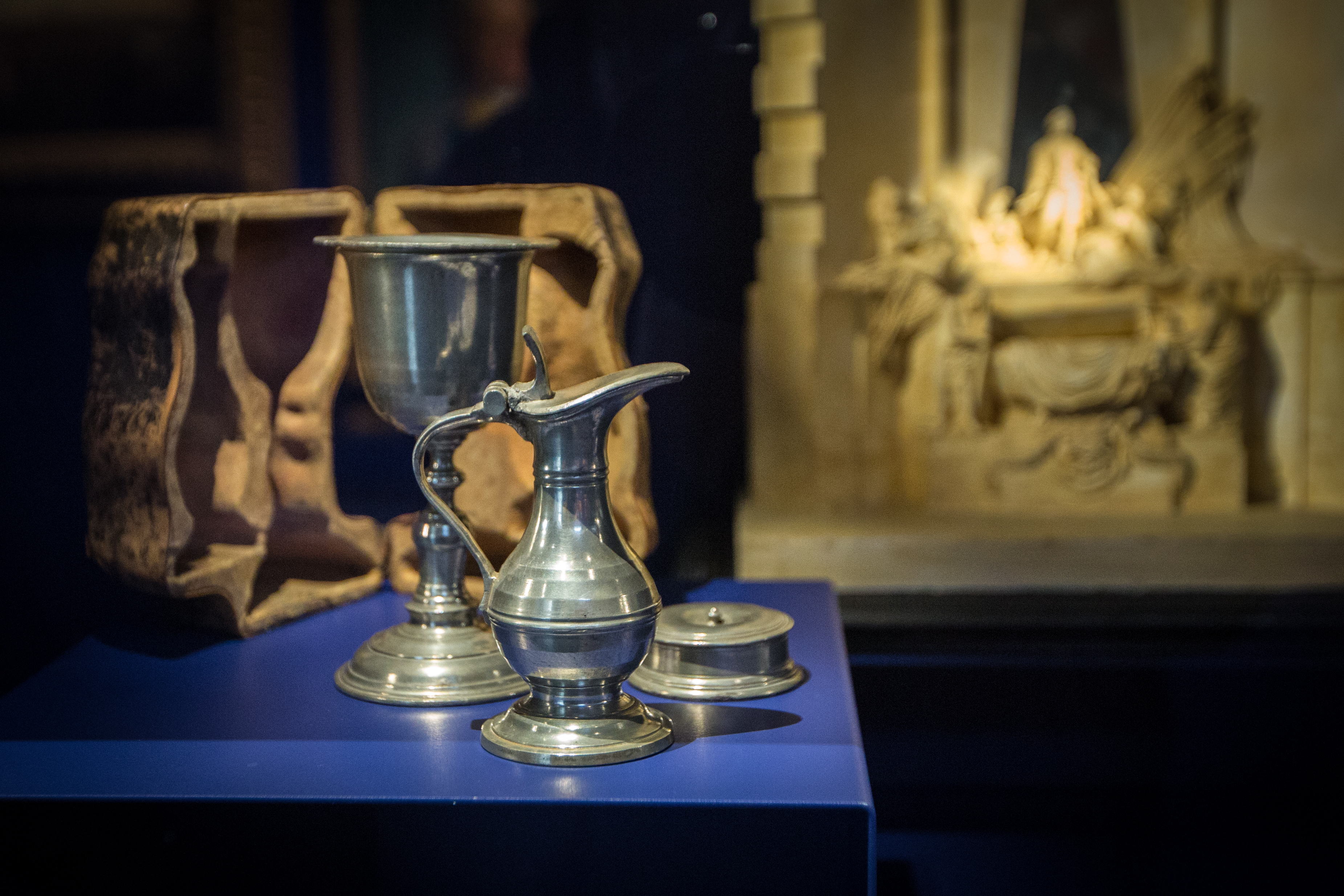
Nécessaire portatif pour célébrer la sainte Cène. XVIII
– Coll. Musée historique de Strasbourg.

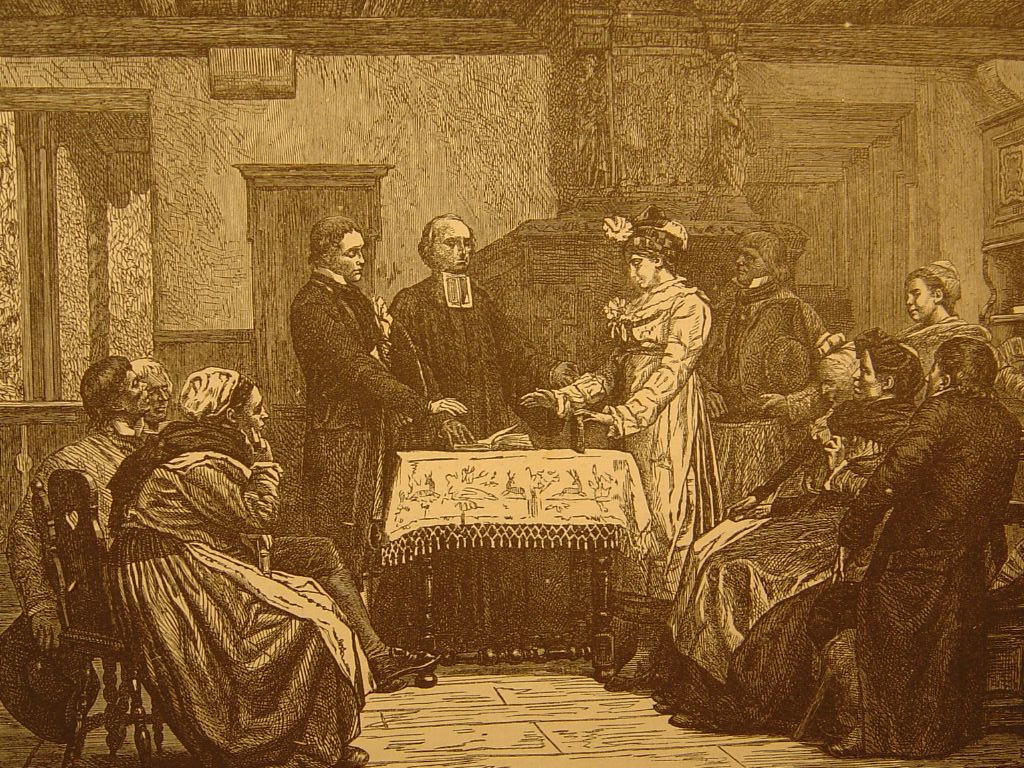
Un mariage protestant en Alsace, par Gustave Brion, 1872.

Tout au long du siècle, trois courants traversent et déchirent le protestantisme alsacien. Le libéralisme, dominant, héritier en plus modéré du rationalisme des Lumières, veut maintenir le libre examen à l'encontre de tout joug doctrinal. Il privilégie la morale face aux doctrines. Le Réveil de type piétiste initié par François Haerter (1797-1884) met l’accent sur la piété enracinée dans la Bible et sur l'action diaconale. Proche du néo-luthéranisme allemand, le Réveil confessionnel luthérien, incarné par Frédéric Horning (1809-1882), veut renouveler la liturgie et en revenir aux chants de la tradition luthérienne. Il insiste sur l'Église et sur la confession de foi, et met l’accent sur la vie paroissiale locale.
Aux paroisses s’ajoutent des œuvres et mouvements. Des sociétés sont fondées pour diffuser la Bible, soutenir les missions et l'évangélisation, œuvrer en faveur de l'assistance des démunis, des malades et des handicapés, ou de l'éducation. À titre d’exemple, on citera l'orphelinat du Neuhof et le Sonnenhof de Bischwiller. En 1834 est fondée la Société évangélique, en 1842 apparaissent les diaconnesses. Après 1870, la mission urbaine de Strasbourg jouera un grand rôle à la fois sur le plan social et sur le plan ecclésial, avec la création de nouvelles paroisses. À côté des mennonites, héritiers de l'anabaptisme du XVIe siècle, d'autres communautés protestantes libres apparaissent tout au long du XIXe siècle, sans lien avec l'État. À Strasbourg est créée en 1882 une communauté méthodiste, en 1891 une communauté baptiste, suivies de l'Armée du salut en 1896. Au XIXe siècle apparaissent aussi une Église luthérienne libre et les adventistes. Enfin, le début du XXe siècle voit la naissance puis le lent essor du pentecôtisme.

## L'influence dans la société et la culture

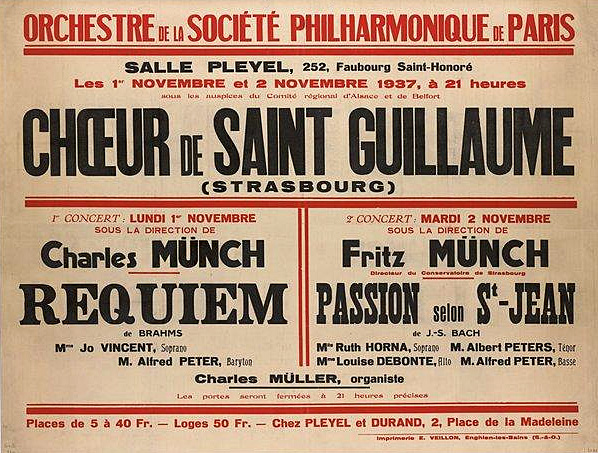
1937 : le chœur de Saint-Guillaume dirigé par Charles Munch et Fritz Münch, fils du fondateur (BNUS).

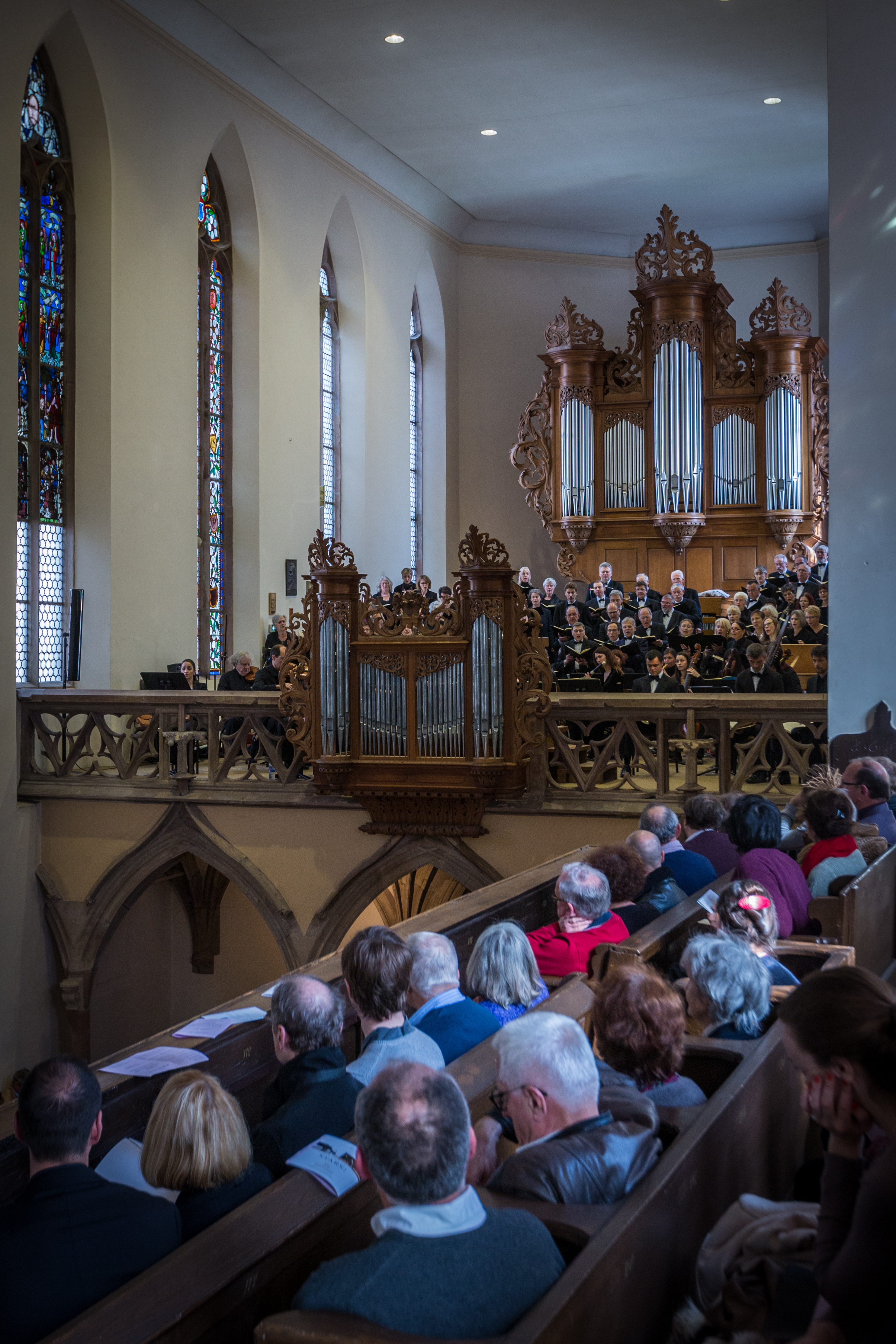
Le Chœur de Saint-Guillaume au cours du concert du vendredi-Saint.

Des patrons protestants ont pris une part prépondérante dans l’industrialisation de l'Alsace, en particulier dans le Haut-Rhin. Les Dollfus, Mieg, Risler, Koechlin et Schlumberger, actifs surtout à Mulhouse, et les Bourcart à Guebwiller illustrent cet engagement. Dans le Bas-Rhin, les industriels protestants sont les Steinheil, Oesinger, Goldenberg, Wetzel et surtout les Dietrich. Dynamiques, ouverts aux nouveautés, ils s'efforcent d'agir sur le plan social. Ils veillent à limiter le travail des enfants, créent diverses caisses d'assurance-maladie, se soucient de l’instruction et de l'habitat.
Sur le plan de la culture émergent des écrivains tels que Jean Georges Daniel Arnold (1780-1829), les frères Auguste (1808-1884) et Adolphe (1811-1892) Stoeber, Émile Erckmann (1822-1899), les frères Albert (1874-1930) et Adolphe (1874-1944) Matthis, Friedrich Lienhard (1865-1929), Marie Hart (1856-1924) et Édouard Schuré (1841-1929). Parmi les cent trente auteurs à l’œuvre entre 1800 et 1870, on compte trente pasteurs. Si la langue allemande domine - avec en outre quelques œuvres en dialecte, des œuvres en français apparaissent, en attendant de s’imposer plus fortement dans la seconde moitié du XXe siècle.
Dans le domaine théologique, la Faculté de Strasbourg s’illustre par quelques maîtres éminents tels que le bibliste Édouard Reuss (1804-1891), qui édite avec ses collègues Jean Guillaume Baum et Auguste Édouard Cunitz les œuvres de Calvin. Au XXe siècle, Charles Hauter (1888-1981) et Roger Mehl (1912-1997) et plus encore Albert Schweitzer (1875-1965) et Oscar Cullmann (1902-1999) auront un rayonnement certain.
La musique religieuse connaît un renouveau. Après des initiatives prises par Théophile Stern (1803-1886), Ernest Munch (1859-1928) fonde en 1884 le Chœur de Saint-Guillaume. Les chœurs d’église se multiplient. Des recueils de cantiques allemands marqués par les diverses tendances théologiques paraissent successivement en 1808, 1850, 1863 et 1898, le dernier en langue allemande en 1952.
Les guerres franco-allemandes ont marqué de leur empreinte le protestantisme alsacien et mosellan. En 1870/71, quelque 15 000 protestants sur 50 000 optants partent pour la France. En 1918, quelque soixante-dix pasteurs sur trois cents partent pour l’Allemagne, contraints ou de plein gré. Sous l’occupation allemande entre 1940 et 1945 les Églises, séparées de l'État en 1941, subissent toutes sortes de tracasseries de la part des autorités nazies. En 1945, sur 327 églises, 216 étaient sinistrées, dont vingt à 100 %.

## Des élans nouveaux
Ils se produisent d’abord dans le travail de jeunesse. Les Unions chrétiennes de jeunes gens qui commencent dès 1833 à Mulhouse, puis en 1850 à Strasbourg, prennent un nouveau départ en 1880, surtout dans les villes et les petites villes. Après 1918, le scoutisme se développe dans les villes, ainsi que les associations chrétiennes d’étudiants, animées au niveau international par l’Alsacienne Suzanne de Dietrich. En Alsace du nord, l'Union de la Jeunesse d'Église de la Confession d’Augsbourg (Jugendbund), appelée par la suite Équipes unionistes luthériennes (EUL) exerce un rayonnement incontestable par ses rencontres à Neuwiller-lès-Saverne, ses journées de jeunesse (Jugendtage) annuelles et par les groupes de jeunes paroissiens dont elle forme les animateurs.
Les relations entre protestants et catholiques sont en général difficiles au XIXe siècle. Les protestants traitent les catholiques de papistes et d'idolâtres. Pour les catholiques, les protestants sont des hérétiques voire des païens. Les conflits se cristallisent en particulier au sujet des églises simultanées, des mariages mixtes et des cimetières. La construction de soixante douze églises protestantes et près de cent cinquante églises catholiques atténue un peu les tensions. Des lueurs œcuméniques apparaissent au XXe siècle. Des prêtres et des pasteurs se réunissent régulièrement vers 1930 pour mieux se connaître. Le Concile de Vatican II accentue le dialogue à partir de 1965, les rencontres et les initiatives communes se multiplient, même si les uns et les autres tiennent à conserver et à affirmer leurs identités respectives.

## Situation actuelle du protestantisme en Alsace

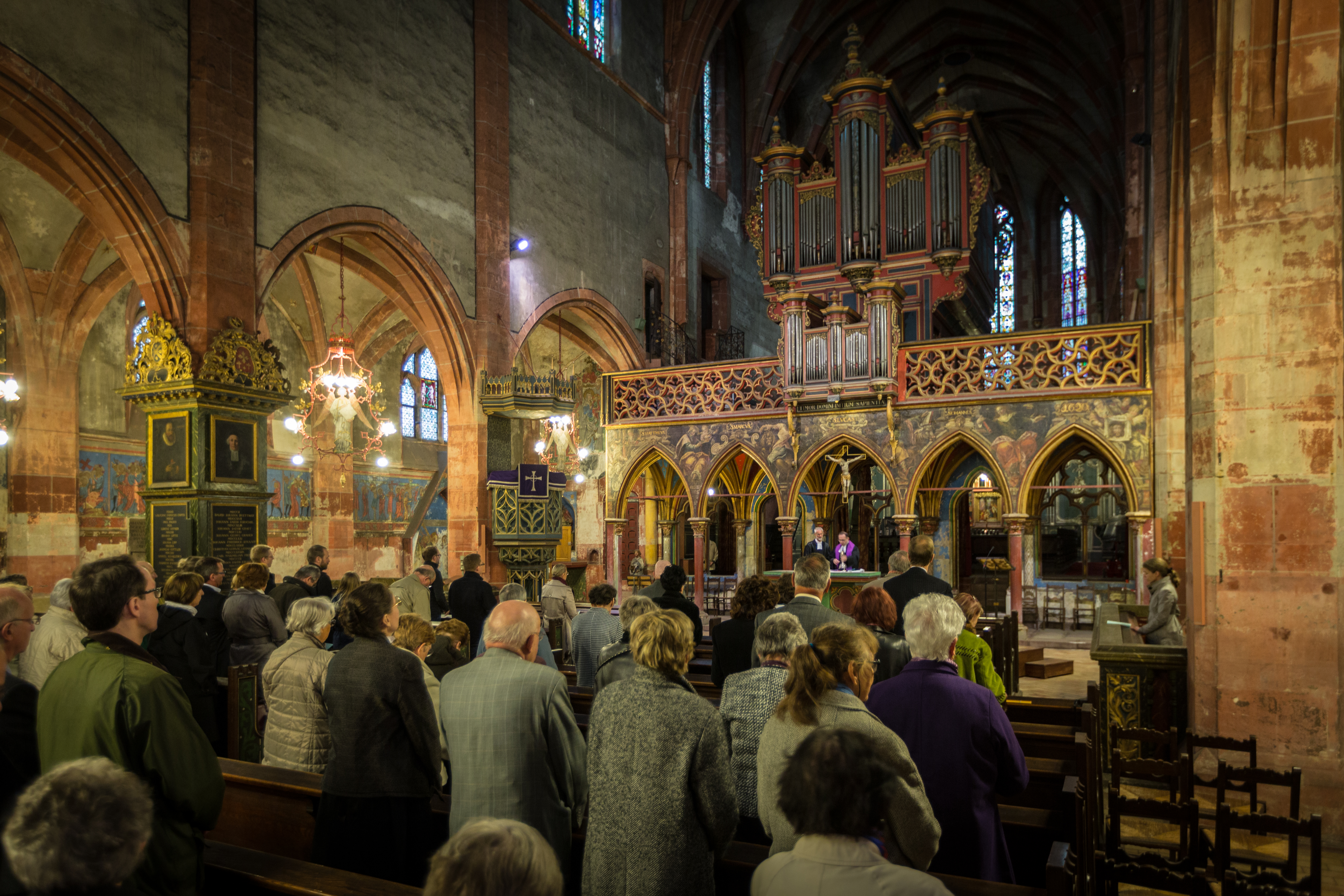
Culte de Sainte-Cène en l’église protestante Saint-Pierre-le-Jeune à Strasbourg.

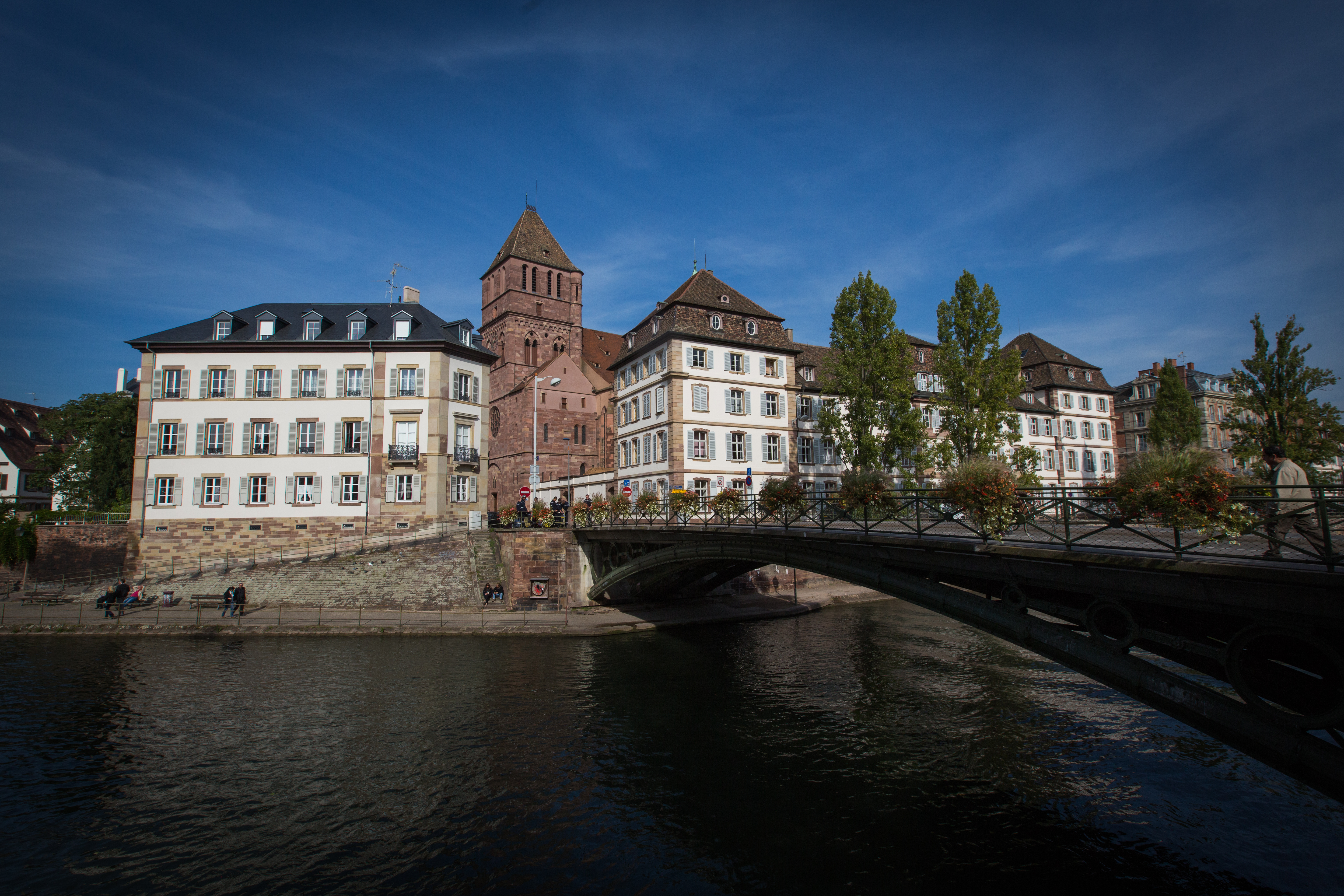
L’église Saint-Thomas, et les bâtiments abritant l’ancien séminaire protestant et le siège de l'UEPAL.

Selon le recensement réalisé par l’Insee en 1962, le dernier à prendre en compte la religion, il y avait à cette date 200 661 protestants dans le Bas-Rhin (26 % de la population), 50 516 dans le Haut-Rhin (9,8 % de la population) et 31 154 en Moselle (3,42 % de la population). Cela faisait 251 177 protestants en Alsace (19 % de la population) sur une population globale de 1 318 070 habitants.

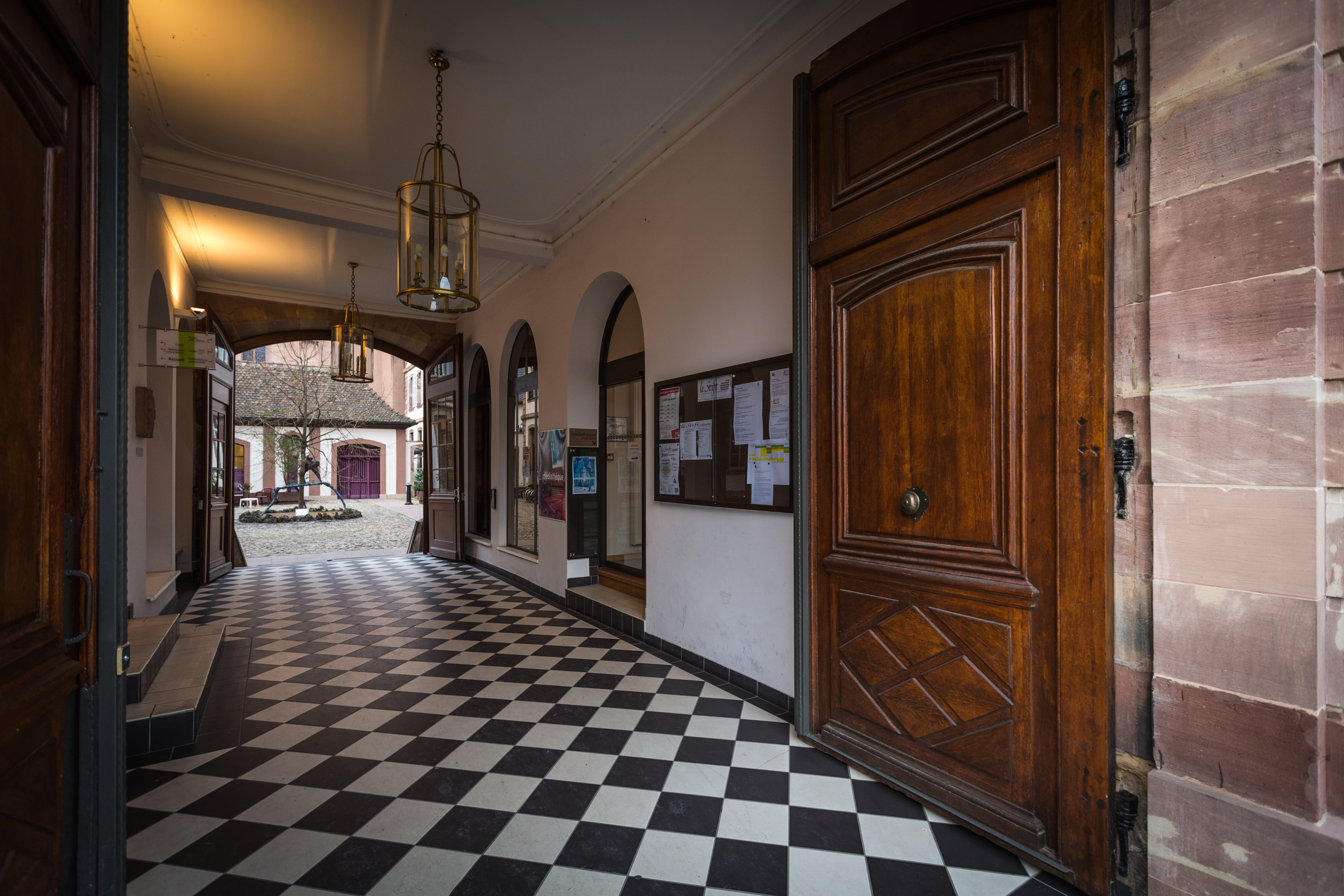
Le siège de l'UEPAL au 1b quai Saint-Thomas à Strasbourg.

Selon les statistiques ecclésiales de 1978 l’Église de la Confession d’Augsbourg d’Alsace et de Lorraine (ECAAL), comptait 221 800 membres et l’Église réformée d’Alsace et de Lorraine (ERAL) 45 000 membres. Mais ces chiffres n’incluent pas les fidèles des Églises libres ni les personnes se disant protestantes, sans être rattachées pour autant à une Église.
D’après une enquête sur le droit des cultes en Alsace-Moselle, 11 % se seraient déclarées protestantes en Alsace-Moselle. En Alsace, seule la proportion atteindrait 17 %. À l'heure actuelle, faute de chiffres précis, on admet en général qu’il y a en Alsace-Moselle environ 200 000 luthériens, 35 000 réformés, auxquels s'ajoutent les membres des Églises libres ; entre 20 000 et 30 000. En Alsace seule, les protestants de diverses obédiences sont environ 250 000 sur une population globale qui a dépassé en 2008 les 1 800 000. Les catholiques sont 1 300 000.
L'Église de la Confession d’Augsbourg se compose de deux cent six paroisses avec deux cent quarante postes pastoraux. Cent quatre vingt-neuf se trouvent en Alsace, dix-sept en Moselle. L'Église réformée compte quarante neuf paroisses et une soixantaine de pasteurs. Trente paroisses se trouvent en Alsace et dix-neuf en Moselle. Certaines paroisses ont plusieurs lieux de culte et (ou) plusieurs pasteurs. Entre vingt et trente pasteurs exercent des ministères spécialisés comme aumôniers d'hôpitaux, comme enseignants de religion ou dans des lieux d'Église autres que paroissiaux. La part des femmes est en constante augmentation. Dans le corps pastoral au-dessous de cinquante ans elles sont aujourd'hui aussi nombreuses que les hommes.
Même si des différences de sensibilité et de structure subsistent entre Églises luthériennes et Églises réformées, un rapprochement considérable s'est effectué au XXe siècle, exprimé en particulier par la Concorde de Leuenberg. Les deux Églises d’Alsace se sont unies en 2006. L'Union des Églises protestantes (UEPAL) ainsi constituée est dirigée par un président élu. Elle gère un corps pastoral unifié et un organisme financier commun. Elle a le souci du témoignage et de la présence de l'Église dans la société. Les identités luthérienne et réformée ne sont pas abandonnées. Les organes de direction propres aux deux Églises, Directoire et Conseil Synodal, inspecteurs et présidents de consistoires, restent en place pour traiter de questions spécifiques à chaque Église. Au siège de l’UEPAL, 1b, Quai St-Thomas à Strasbourg, des services communs sont à l’œuvre traitant en particulier de la catéchèse, de la mission, de la musique. On y trouve aussi une médiathèque, et les services du Chapitre St-Thomas, passé au protestantisme au XVIe siècle. Ce Chapitre gère un ensemble de fondations, deux foyers d'étudiants (le « Stift » et le foyer Sturm), un restaurant universitaire, l'aumônerie universitaire protestante et un ensemble de chambres à Strasbourg.
Les deux Églises font partie de la Fédération protestante de France, de la Conférence des Églises riveraines du Rhin, du Conseil Œcuménique des Églises, de la Fédération luthérienne mondiale et de l'Alliance réformée mondiale.
À côté des paroisses, les Églises ont mis en place des lieux de rencontre tels que le Liebfrauenberg à Gœrsdorf, le Foyer Saint-Jean à Neuwiller-lès-Saverne, le Centre communautaire du Hohrodberg. Un ensemble d’établissements de santé ou de retraite s’inscrit plus ou moins dans la mouvance protestante. En 2005, le Conseil protestant de l’éducation a regroupé les deux établissements scolaires protestants de Strasbourg, le gymnase Jean-Sturm et le collège Lucie Berger.

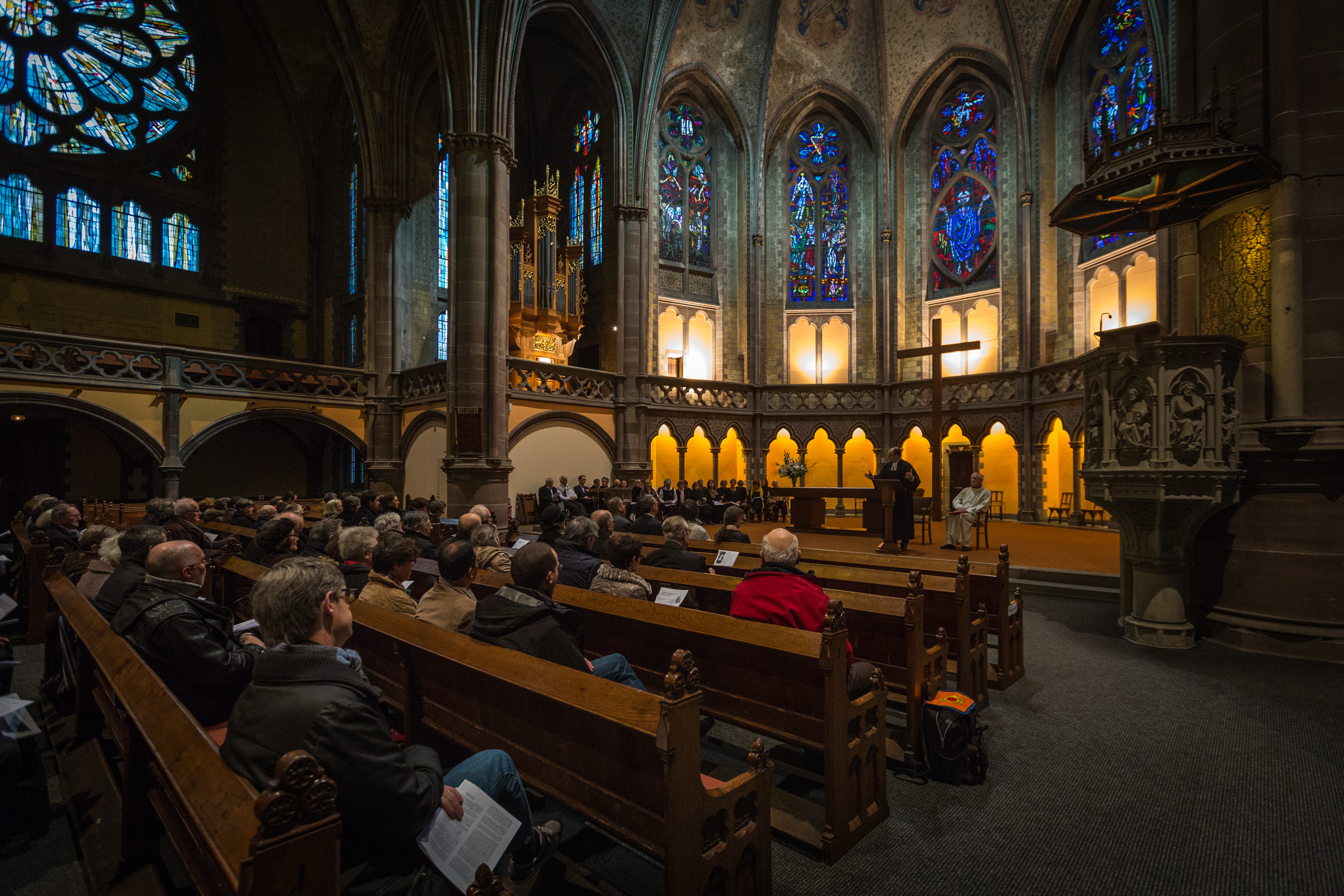
Célébration œcuménique en l’Église Saint-Paul de Strasbourg.
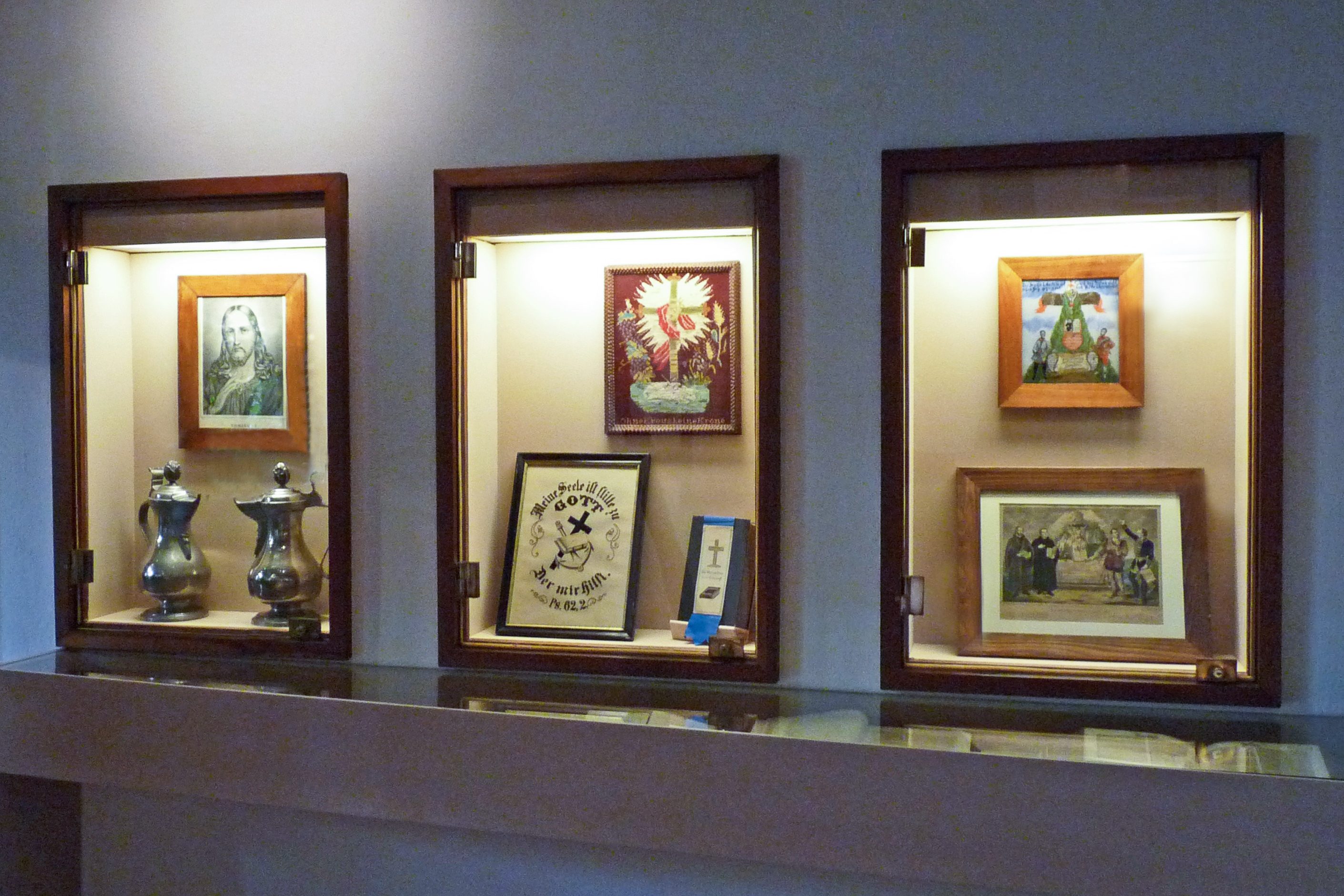
Le protestantisme au Musée alsacien.
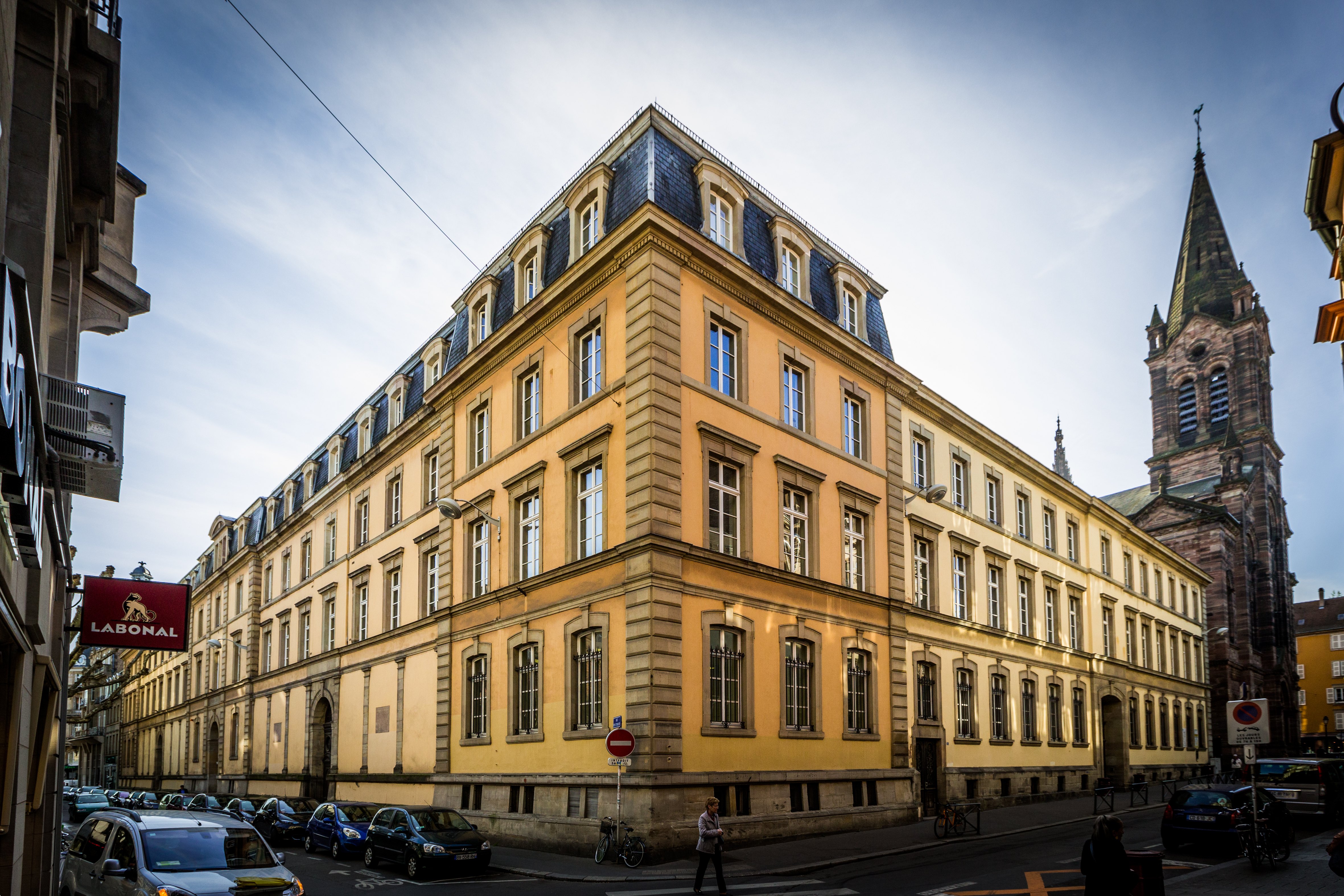
Le Gymnase Jean-Sturm

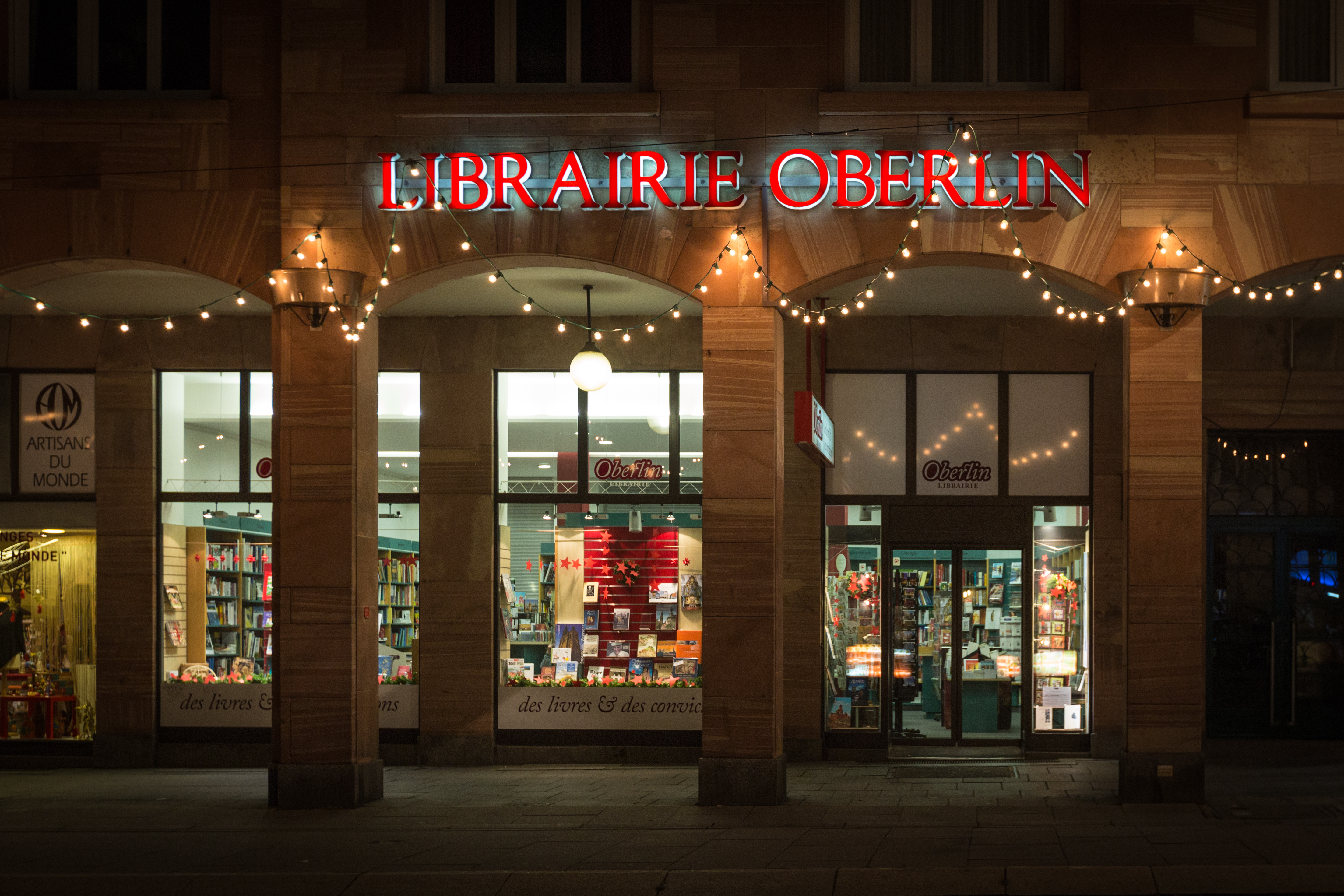
La librairie Oberlin à Strasbourg.
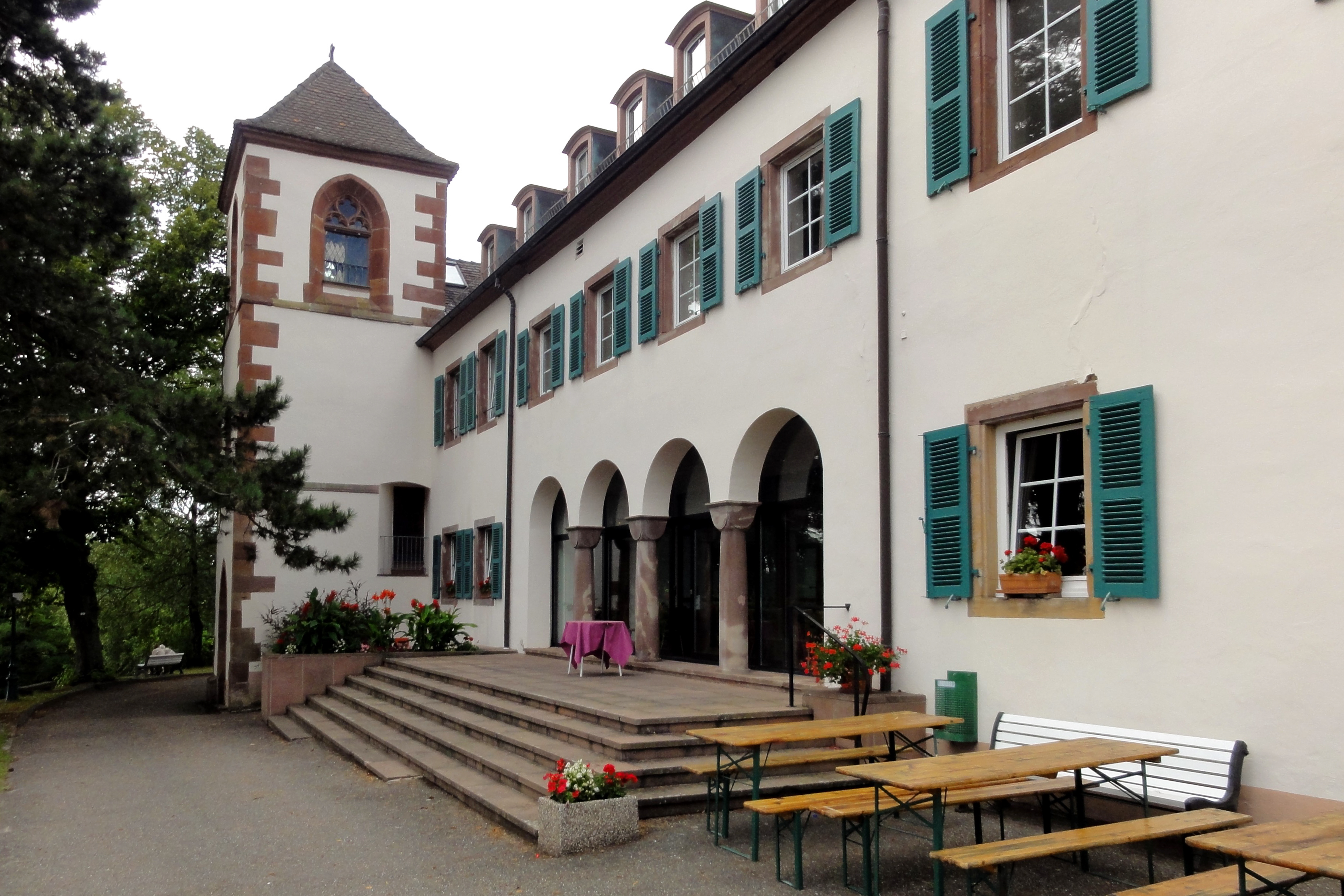
Le Liebfrauenberg à Gœrsdorf.
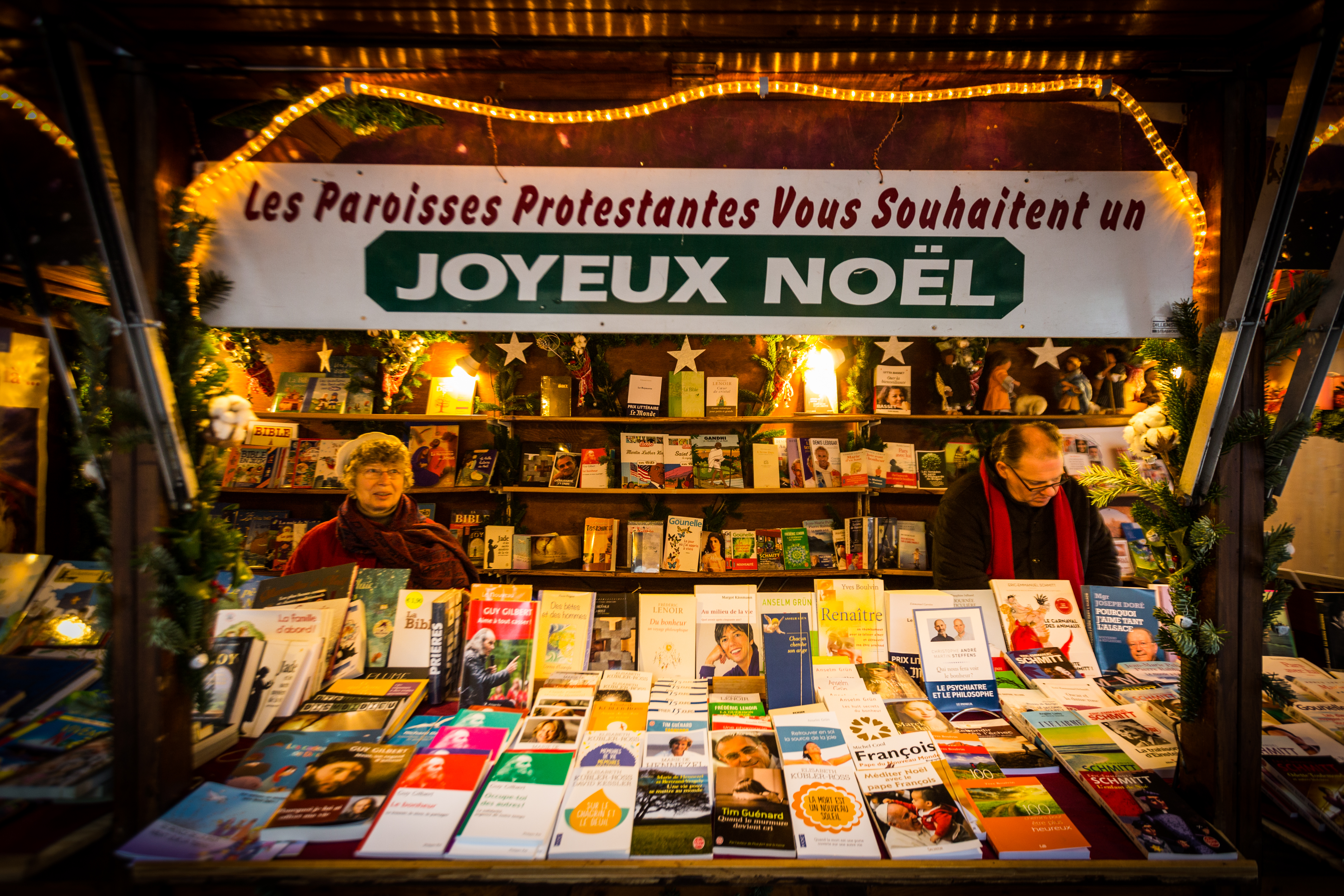
Les paroisses protestantes au Christkindelsmärik

Au-delà des cultes et des autres réunions paroissiales, des rassemblements régionaux comme celui de l’Alsace du nord en 2012 (« Viens, vois et vis ») et des semaines protestantes organisées annuellement fin octobre réunissent les protestants autour de thèmes spécifiques tels que la tolérance.
La transmission de l’Évangile s'opère en particulier par l’enseignement catéchétique dans les paroisses, l’enseignement religieux dans les écoles et par la presse : le Nouveau Messager, qui paraît tous les deux mois, l’Almanach évangélique luthérien, protestant, édité par la Société luthérienne, qui paraît chaque année et encore d’autres publications. Les Églises sont aussi présentes sur les marchés et à travers la Librairie Oberlin.
Les Églises participent à la vie culturelle, par leurs chorales et l’accueil de nombreux concerts. Au XXe siècle, des écrivains tels que Jean-Paul de Dadelsen, Conrad Winter, les pasteurs Paul-Georges Koch, Robert Christian Bittendiebel et Georges Kempf s’inscrivaient dans la mouvance protestante, suivis plus récemment par l’écrivain Gabriel Schoettel, le folkloriste Gérard Leser, l’essayiste Martin Graff et les chanteurs Jean-Louis Decker, René Egles, Roland Engel et Sylvie Reff.

## Églises luthéro-réformées et Églises libres

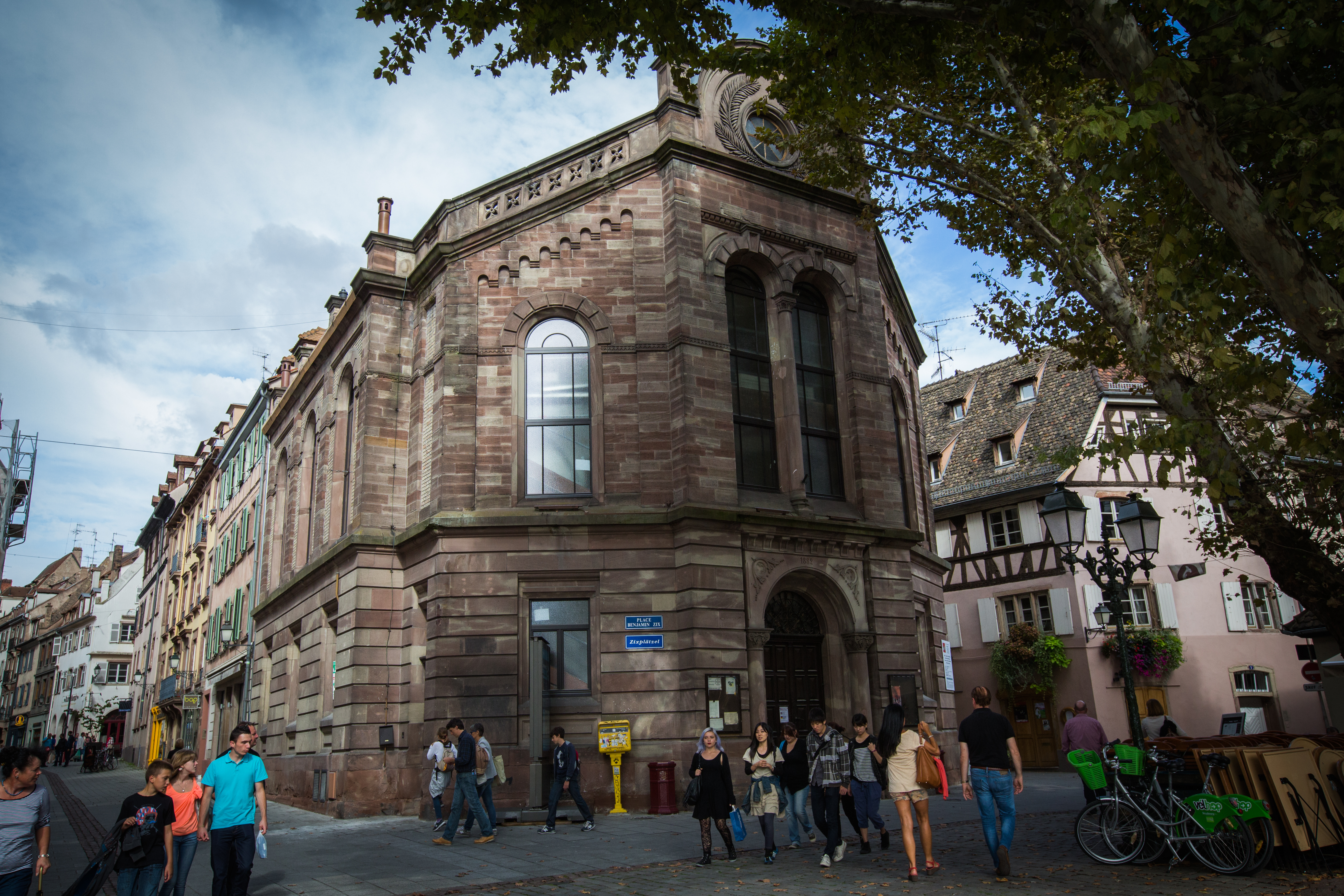
Le temple de Sion de l’Église évangélique méthodiste sur la place Benjamin-Zix à Strasbourg.

À côté des deux Églises unies dans l’UEPAL et reconnues par l’État, d’autres communautés protestantes dites « libres » font partie de la mosaïque protestante. Il s’agit en particulier de l’Église évangélique luthérienne, de l'Église évangélique méthodiste, des communautés mennonites,, des Églises baptistes, de l’Armée du salut, des communautés évangéliques de l’Union des Églises évangéliques de Chrischona, des Églises pentecôtistes, de l’Église de la Bonne Nouvelle, de l’Église du Plein Évangile et des Églises adventistes.
Préférant se nommer « évangéliques », elles partagent beaucoup de convictions avec les luthéro-réformés : la place accordée à la Bible et à la prédication, la réduction à deux du nombre des sacrements, une certaine autonomie de la paroisse locale, la place des laïcs. Pourtant de réelles différences apparaissent. Outre le lien institutionnel avec l’État, il faut évoquer les différences dans l’ancienneté de leur implantation dans la région. À Strasbourg, les luthériens sont présents depuis le XVIe siècle et y utilisent les églises les plus anciennes à part la cathédrale. Plus fondamentale est la différence dans la conception de l’Église. Les Églises luthériennes et réformées sont attachées au principe multitudiniste : elles accueillent aussi, pour les sacrements, les paroissiens peu fidèles et les enfants.
Les Églises libres en revanche sont plutôt de type professant. En général elles ne baptisent pas les petits enfants, mais exigent un engagement confessant préalable au baptême. Elles demandent aux fidèles un engagement conséquent sur le plan financier et une participation active à la vie communautaire. Par ailleurs, l’interprétation de la Bible est souvent plus littérale que dans les autres Églises. Sur le plan de la spiritualité, tout en confessant l’action de la grâce, l’appel à la sanctification, voire à l’ascèse, dans la vie quotidienne (chez les adventistes par exemple) est plus fort que dans les Églises luthéro-réformées. On relèvera aussi l’insistance, en particulier chez les pentecôtistes, sur le baptême de l’Esprit et sur les « fruits » de l’Esprit tels que la glossolalie. Mais on sait qu’à travers le mouvement charismatique le pentecôtisme a aussi touché les autres Églises. Plus que chez les luthériens et les réformés, le culte de bien des communautés évangéliques fait place à l’émotion.
Elles diffèrent aussi dans le domaine de l’éthique. Les Églises de professants ont, en général, des positions plus conservatrices, s’opposant par exemple à l’avortement et à la reconnaissance de l’homosexualité. Notons aussi qu’elles sont souvent moins ouvertes à l’œcuménisme, surtout à celui qui concerne les rapports avec le catholicisme. Mais il y a bien des exceptions !
Des tensions apparaissent parfois entre les Églises luthéro-réformées et les Églises libres qui sont des Églises de professants. Ces dernières stigmatisent le lien des autres avec l’État ou encore l’absence de discipline, ou la faible participation des fidèles à la vie de l’Église. Du côté luthéro-réformé, il arrive que certains, peu informés, qualifient les Églises de professants de « sectes ». Cela dit, la rencontre, le dialogue et la communion entre les Églises luthériennes et réformées d’une part et les Églises de professants d’autre part ont bien progressé ces dernières décennies, au point que plusieurs Églises libres font partie aujourd'hui du Conseil protestant de Strasbourg.

### Sources de l'article
- Notices Réforme protestante et Protestantisme dans Agnès Acker (dir.), Encyclopédie de l’Alsace, t. 10, Publitotal, Strasbourg, 1985, p. 6182-6188 et p. 6285-6288
- (de) Johann Adam, Evangelische Kirchengeschichte der Stadt Strassburg bis zur französischen Revolution, J. H. E. Heitz, Strasbourg, 1922, 496 p.
- (de) Johann Adam, Evangelische Kirchengeschichte der elsässischen Territorien bis zur französischen Revolution, J. H. E. Heitz, Strasbourg, 1928, 598 p.
- Pedro Carrasco, Frédéric Fogle, Herrade Mehl, Raymond Pfister, Aspects du protestantisme « évangélique », bulletin no 7 de l’Ass. des publications de la Faculté de Théologie protestante de l’Université de Strasbourg.
- Marc Lienhard, Foi et vie des protestants d’Alsace, Oberlin, Strasbourg, 1981, 174 p.
- Marc Lienhard, Les protestants (de 1870 à nos jours), in René Epp, Marc Lienhard, Freddy Raphaël, Catholiques, protestants, juifs en Alsace, Alsatia, Colmar, 1992, p. 117-188  (ISBN 2-7032-0199-0)
- (de) Otto Michaelis, Grenzlandkirche. Eine Evangelische Kirchengeschichte Elsaß-Lothringens 1870-1918, Lichtweg, Essen, 1934, 192 p. (texte intégral en ligne)
- Antoine Pfeiffer (dir.), Protestants d’Alsace et de Moselle, lieux de mémoire et de vie, Oberlin/SAEP, Strasbourg, 2006, 315 p.  (ISBN 9782737208126)
- Bernard Vogler, « Histoire des protestants alsaciens de la Réforme à nos jours », in Robert Mandrou (et al.), Histoire des protestants en France, Privat, Toulouse, 1977, p. 151-187 et p. 407-439  (ISBN 2-7089-2341-2)
- Alfred Wahl, Confession et comportement dans les campagnes d’Alsace et de Bade 1871-1939 : catholiques, protestants et juifs, démographie, dynamisme économique et social, vie de relation et attitude politique, COPRUR, Strasbourg, 1980, 2 vol., 1 269p. (texte remanié d'une thèse de Lettres)
- Christopher Sinclair (dir.), Actualité des Protestantismes évangéliques, Strasbourg, 2002.
- Henri Strohl, Le Protestantisme en Alsace, Strasbourg, 1950, 2e édition, Strasbourg, 2000.